# Historia de la Argentina entre 1983 y 2003
La historia de la Argentina entre 1983 y 2003 estuvo marcada por la recuperación de la democracia el año en que se inicia el período, el enjuiciamiento a los culpables de violaciones a los derechos humanos durante la dictadura anterior —rasgo que distingue la democracia argentina de las demás democracias recuperadas en Sudamérica—, la crisis de la deuda externa, el inicio de la globalización, las reformas neoliberales y la severa recesión económica iniciada en 1998 que terminó con la crisis generalizada de 2001/2002, durante la cual fueron asesinados decenas de opositores, incluyendo las masacres de Plaza de Mayo del 20 de diciembre de 2001 y de Avellaneda. El período abarca la primera vez en la historia argentina de dos décadas continuadas bajo régimen democrático y la primera vez en que presidentes democráticos entregan el poder a sucesores de otro partido político elegidos democráticamente.
El gobierno democrático fue restablecido el 10 de diciembre de 1983. El nuevo presidente fue Raúl Alfonsín, de la Unión Cívica Radical, quien dispuso investigar los crímenes de lesa humanidad de la dictadura creando la Conadep, ente que produjo un decisivo informe titulado Nunca más. Nueve de los diez miembros de las tres primeras juntas militares fueron enjuiciados y algunos de sus miembros condenados, aunque también bajo su mandato y por presión militar comenzaron a sancionarse las leyes de impunidad. En 1984 se puso fin a la disputa limítrofe con Chile sobre el canal de Beagle. En 1985 acordó con el nuevo presidente democrático de Brasil José Sarney, iniciar el proceso de integración regional que se concretaría en 1991 con el nombre de Mercosur.
Después de las elecciones presidenciales de 1989 y afectada la gobernabilidad del país por un proceso hiperinflacionario, Alfonsín se vio obligado a dejar la Presidencia y entregar el mando con seis meses de anticipación. Asumió Carlos Menem del Partido Justicialista. Con un fuerte protagonismo del ministro Domingo Cavallo detuvo la inflación mediante un régimen de convertibilidad y llevó adelante un amplio proceso de privatizaciones, desregulación, apertura de la economía y endeudamiento externo, en consonancia con el Consenso de Washington de 1989 y apoyo del FMI. Socialmente apareció la desocupación masiva y la criminalidad se elevó bruscamente, convirtiéndose ambos en problemas centrales de la agenda política. En 1991 la Argentina entró en guerra contra Irak sin autorización del Congreso Nacional, dentro de la coalición liderada por Estados Unidos. En 1992 y 1994 sufrió dos grandes atentados terroristas, contra la embajada de Israel y contra la AMIA, con 23 y 85 muertos respectivamente, sin que se descubrieran los culpables, en investigaciones con muchas irregularidades. Se resolvió la disputa limítrofe con Chile por 481 km² ubicados en la zona del Lago del Desierto. En 1994 un pacto entre Alfonsín y Menem permitió la reforma de la Constitución y al año siguiente Ménem fue reelecto. Una operación de tráfico de armas a Ecuador y Croacia causó la voladura de la fábrica de armamentos de Río Tercero, dañando la ciudad, causando siete muertos y afectando seriamente las relaciones con el Perú. Los conflictos sociales y las huelgas aumentaron, estallando puebladas y cortes de ruta que dieron origen al movimiento piquetero. En 1998 comenzó un período de recesión que duró cuatro años y desembocó en la peor crisis de la historia argentina.

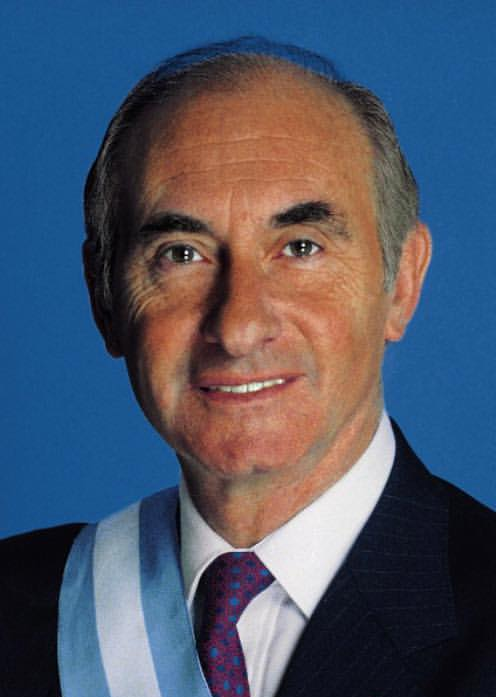
Fernando de la Rúa asume en 1999 acabando con diez años de gobierno menemista.

En diciembre de 1999 asumió la presidencia Fernando de la Rúa de la Unión Cívica Radical, que por entonces formaba parte de La Alianza. Tomó medidas para reducir el déficit público -entre ellas la reducción de las jubilaciones- y flexibilizar los derechos laborales, siguiendo las indicaciones del FMI. La crisis económica y social se agravó y el gobierno designó al exministro del presidente Menem, Domingo Cavallo, quien dispuso la congelación de los depósitos bancarios (medida conocida como «el Corralito»), que culminó en una insurrección social generalizada, con decenas de asesinatos causados por las fuerzas de represión, que llevó a la renuncia del Presidente el 20 de diciembre de 2001. Durante dos semanas de incertidumbre se sucedieron varios presidentes, entre ellos el breve gobierno de Adolfo Rodríguez Saá, durante el cual el país entró en default al declarar la moratoria de la deuda externa.
El 2 de enero de 2002 la Asamblea Legislativa eligió a Eduardo Duhalde, del Partido Justicialista, como presidente provisional. Duhalde puso fin a la convertibilidad, estableciendo un régimen de pesificación asimétrica, conocido como «el corralón». El peso se devaluó un 300 % y los bancos no devolvieron los depósitos en dólares de sus clientes, provocando acciones en su contra de amplios sectores de clase media. En este período la pobreza trepó al 56 % de la población y la desocupación al 26 %, estableciéndose los subsidios llamados Plan de Jefes y Jefas de Hogar Desocupados, que alcanzó un pico de dos millones de planes en mayo de 2003. La deuda externa llegó al 135 % del PBI. Ese año la inflación fue del 41 % y el aumento de los precios de los alimentos llegó al 74.9 %.

## Antecedentes
Argentina había sancionado la ley de voto secreto, obligatoria y universal para varones en 1912. Posteriormente, la ley 13 010 de sufragio femenino, también conocida como ley Evita, fue sancionada el 9 de septiembre de 1947 y promulgada el 23 de septiembre, estableciendo este último como el Día Nacional de los Derechos Políticos de la Mujer, fecha en la que se reconoció la igualdad de derechos políticos entre mujeres y hombres, entre ellos, el derecho de las mujeres a elegir y ser elegidas para todos los cargos políticos nacionales, y estableció el sufragio universal en Argentina. Sin embargo, dicha legislación nunca pudo aplicarse con continuidad debido a que grupos civiles y militares conspiraron para interrumpir los procesos democráticos mediante golpes de Estado, gobiernos fraudulentos o elecciones con proscripción de los partidos políticos populares.
La última dictadura usurpó el poder el 24 de marzo de 1976 y se autodenominó Proceso de Reorganización Nacional. El Proceso implementó una política de terrorismo de Estado que causó que decenas de miles de personas fueran detenidas, torturadas, asesinadas, desaparecidas o privadas de su identidad en el caso de los niños. Durante siete años la dictadura llevó adelante una política económica que deterioró severamente las condiciones de vida de la población, extremando la desigualdad entre ricos y pobres y aumentando la deuda externa un 600 % (de 7700 millones a 45 000 millones). Finalmente el régimen cívico-militar desencadenó en 1982 la Guerra de Malvinas en la que Argentina fue derrotada por Reino Unido y sus aliados. La derrota en la guerra llevó al colapso del régimen que debió llamar a elecciones libres y entregar el poder sin condicionamientos.
El 10 de diciembre de 1983 asumieron los representantes elegidos democráticamente para ocupar el Poder Ejecutivo y el Poder Legislativo. Ese día comenzó por primera vez en la historia argentina, un período democrático de larga duración que continúa en 2023.

## Recuperación de la democracia
A pesar de las condiciones de extrema represión, diversas organizaciones políticas, sindicales, de derechos humanos y estudiantiles reclamaron el fin de la dictadura. La consigna «se va a acabar la dictadura militar» fue una de las más cantadas en las manifestaciones contra el régimen.
El 14 de julio de 1981 cinco partidos políticos (Partido Justicialista, Unión Cívica Radical, Partido Intransigente, Partido Demócrata Cristiano y Movimiento de Integración y Desarrollo) formaron la Multipartidaria que emitió un comunicado de prensa en el que realizaba una «convocatoria nacional» a todos los sectores políticos, sociales, religiosos, económicos y culturales, y finalizaba con esta declaración:

De esta manera damos por iniciada la etapa de transición hacia la democracia, objetivo que constituye nuestra decisión intransferible e irrevocable. Lo hacemos bajo el lema del Episcopado Argentino: la reconciliación nacional.

Los conceptos de «transición a la democracia» y luego «consolidación de la democracia» resultarían de gran importancia política en los siguientes años. Hay que tener en cuenta que en ese momento todos los países del Cono Sur y de gran parte de América Latina estaban bajo violentas dictaduras apoyadas y coordinadas por Estados Unidos mediante el Plan Cóndor. Años después los países americanos firmarán una serie de compromisos para desconocer a los gobiernos que no lleguen al poder por medios democráticos: Protocolo de Ushuaia o Cláusula Democrática del Mercosur más Bolivia y Chile (1998), Carta Democrática Interamericana (2001), Protocolo sobre Compromiso con la Democracia de la Unasur (2010) y la Declaración Especial sobre la Defensa de la Democracia y el Orden Constitucional de la CELAC (2011).

## Alfonsinismo (1983-1989)
El 30 de octubre de 1983 fue la fecha establecida para realizar las elecciones. La campaña se había lanzado el año anterior, poco después de la derrota en la Guerra de Malvinas. Como venía sucediendo desde 1946 la mayoría de la población dividía sus simpatías entre peronistas y radicales. Ambos partidos sumarían el 92 % de los votos. El Partido Justicialista acordó por consenso presentar la candidatura presidencial de Ítalo Luder, acompañado por Deolindo Bittel. En la Unión Cívica Radical se produjo una interna entre tres candidatos: por un lado Fernando de la Rúa expresaba a los sectores que en las últimas décadas habían conducido el partido, agrupados bajo la denominación genérica de «balbinismo»; por otro lado la corriente interna Renovación y Cambio y la organización juvenil Junta Coordinadora Nacional, con una definición política encuadrada en la socialdemocracia presentó la candidatura de Raúl Alfonsín. A esos dos candidatos principales se sumó también Luis León, con menos posibilidades. Luego de varias elecciones internas provinciales en las que Alfonsín predominó, De la Rúa y León bajaron sus candidaturas.
En las elecciones para presidente triunfó Alfonsín con un 51 % de los votos, contra un 40 % de Luder. El resultado fue una sorpresa para la mayoría de los observadores, ya que el radicalismo nunca le había podido ganar una elección al peronismo. Con posterioridad se han publicado muchos estudios y opiniones buscando explicar las causas del triunfo de Alfonsín, desde la campaña publicitaria moderna que dirigió David Ratto, centrada en los medios masivos de comunicación, hasta su postura crítica contra la Guerra de Malvinas. Los eslóganes que más se destacaron en la campaña de Alfonsín fueron «¡Alfonsinazo!» y «¡Ahora Alfonsín!».
Pese a la derrota por la presidencia, el Partido Justicialista ganó el poder ejecutivo provincial en doce de las veintidós provincias, contra solo siete ganadas por la UCR, lo que le permitió además obtener la mayoría de la Cámara de Senadores. El peronismo gobernó en Catamarca, Chaco, Formosa, Jujuy, La Pampa, La Rioja, Salta, San Luis, Santa Cruz, Santa Fe, Santiago del Estero y Tucumán. El radicalismo gobernó en Buenos Aires, Chubut, Córdoba, Mendoza, Entre Ríos, Misiones y Río Negro. Las restantes tres provincias fueron gobernadas por fuerzas provinciales: el Pacto Autonomista - Liberal en Corrientes, el bloquismo en San Juan y el Movimiento Popular Neuquino en Neuquén. En aquel momento ni Tierra del Fuego ni la Ciudad de Buenos Aires elegían gobiernos autónomos; la primera pasaría a ser provincia en 1991 y la segunda se organizaría como ciudad autónoma en 1996.
Los representantes democráticos asumieron sus cargos el 10 de diciembre de 1983. Ni bien asumió como presidente, Alfonsín emprendió dos grandes políticas: 
- enjuiciamiento de las juntas militares que gobernaron durante la dictadura -salvo los militares que integraron la última-, a cuyo fin creó la Comisión Nacional de Desaparición de Personas (Conadep) y de los líderes de las organizaciones guerrilleras, una postura que tomó el nombre de teoría de los dos demonios. La decisión se completó con la derogación por el Congreso de la ley de autoamnistía (Ley) N.º 22.924) sancionada por los militares antes de dejar el poder.
- proyecto de reforma de la ley sindical de la dictadura, sin consultar con los sindicatos.

Alfonsín también le aceptó la renuncia a todos los miembros de la Corte Suprema de Justicia y designó con acuerdo del Senado a los cinco reemplazantes: Genaro Carrió, José Severo Caballero, Augusto César Belluscio, Carlos Fayt y Enrique Petracchi. 

### Juicios a militares, sublevaciones y leyes de impunidad
En la primera semana de su gobierno, Alfonsín derogó la ley de autoamnistía (Ley Nº 22.924 de 22 de septiembre de 1983) al considerar inconstitucional extinguir las causas penales por delitos cometidos durante la dictadura y ordenó juzgar a siete jefes guerrilleros del Ejército Revolucionario del Pueblo y de Montoneros por actos de violencia y también a las tres primeras Juntas de la dictadura por asesinato, privación de libertad y tortura. Además, en la misma semana creó la Comisión Nacional sobre la Desaparición de Personas (CONADEP) para recibir denuncias, pruebas, investigar las desapariciones y llevarlas ante la justicia. En este marco, la iniciativa también generó iniciativas en diferentes provincias. La Conadep estuvo integrada por trece miembros: tres diputados y diez personalidades prestigiosas como el escritor Ernesto Sabato –que la presidió–, la periodista Magdalena Ruiz Guiñazú, la activista de derechos humanos Graciela Fernández Meijide, el obispo Jaime de Nevares y el médico René Favaloro, que renunció.
La mayoría de las organizaciones de derechos humanos mantuvo inicialmente una actitud de desconfianza con la Conadep, reclamando la constitución de una comisión bicameral, pero en el curso de su tarea, la Conadep y las organizaciones de derechos humanos fueron confluyendo.
Durante este período Las Madres se separaron en dos asociaciones (Madres de Plaza de Mayo y Madres de Plaza de Mayo Línea Fundadora) debido a las diferencias internas sobre la realización de denuncias ante la Conadep, la definición de la situación legal de sus hijos como desaparecidos o fallecidos, la identificación de los cuerpos mediante exhumaciones de cadáveres NN, la aceptación de la reparación monetaria que ofrecía el gobierno y la persona que debía ocupar la presidencia.
Luego de entrevistar a miles de testigos y reunir gran cantidad de documentación, la Conadep difundió sus hallazgos mediante un programa televisivo que tuvo récord de audiencia y presentó al presidente Alfonsín el 20 de septiembre de 1984, su famoso informe titulado Nunca más, editado por Eudeba. El informe documentó más de 9000 casos de torturas, desapariciones y violaciones de derechos humanos que sacudieron por su horror la conciencia de la población.  El Nunca más rompió el monopolio de la interpretación ejercido por las fuerzas armadas sobre los acontecimientos y reveló el alcance nacional de un sistema clandestino de desapariciones y torturas.
Sobre la base de la investigación realizada por la Conadep se abrió el camino para enjuiciar a nueve de los diez militares que integraron las tres primeras juntas militares, quedando exceptuados quienes integraron la última. Luego de una considerable puja con los tribunales administrativos militares que se mostraban reacios a iniciar el juicio, la Cámara Nacional de Apelaciones en lo Criminal y Correccional Federal de la Capital Federal (perteneciente al Poder Judicial de la Nación) decidió hacer uso de la facultad legal de avocarse directamente la causa. Los miembros del tribunal, designados por las autoridades democráticas, fueron Jorge Torlasco, Ricardo Gil Lavedra, León Carlos Arslanián, Jorge Valerga Aráoz, Guillermo Ledesma y Andrés J. D’Alessio. El fiscal fue Julio César Strassera y el fiscal adjunto, Luis Gabriel Moreno Ocampo, ambos designados por el presidente Alfonsín, quien tenía entre sus funciones dirigir a los fiscales nacionales.
El juicio oral se inició el 22 de abril y la sentencia se dictó el 9 de diciembre de 1985. Jorge Rafael Videla y Eduardo Massera fueron condenados a cadena perpetua; Roberto Eduardo Viola a diecisiete años de prisión; Armando Lambruschini a 8 años; y Orlando Ramón Agosti fue condenado a cuatro años y seis meses. Fueron absueltos los demás militares juzgados (Omar Domingo Rubens Graffigna, Basilio Lami Dozo, Leopoldo Fortunato Galtieri y Jorge Isaac Anaya). La Corte Suprema con posterioridad reduciría levemente las penas de Viola y Agosti.
El fallo de la Cámara Federal incluyó un punto que el gobierno radical no esperaba: la orden de enjuiciar a los militares subordinados (punto 30), que dejaba sin efecto la teoría de los tres niveles de responsabilidad que pretendía establecer Alfonsín (los que mandan, los que se excedieron en el cumplimiento de las órdenes y los que creyeron en la legitimidad de la orden impartida o no podían resistirla). Con el fin de reducir la cantidad de personas enjuiciadas por delitos de lesa humanidad, Alfonsín presentó y obtuvo la sanción en 1986 de la llamada Ley de Punto Final, que estableció un plazo de caducidad de sesenta días de todas las acciones penales contra delitos de lesa humanidad. La ley no produjo el efecto deseado y en ese lapso los tribunales aceleraron los trámites y procesaron a unos cuatrocientos oficiales, de los cuales el 30 % estaban en actividad.
La ley fue muy criticada por las organizaciones de derechos humanos que el 24 de marzo de 1987 organizaron una marcha al Congreso para exigir sus derogación y el «juicio y castigo a todos los culpables». Tres semanas después, el 15 de abril de 1987, el mayor Ernesto Barreiro se negó a comparecer ante los tribunales que lo enjuiciaban, refugiándose en el Regimiento XIV de Infantería en La Calera (Córdoba), que se negó a entregarlo a la justicia. De manera coordinada, un grupo de mandos medios del Ejército tomaron la Escuela de Infantería ubicada en la Guarnición de Ejército Campo de Mayo, la mayor del país, en solidaridad con el militar enjuiciado, exigiendo que el gobierno cambie la cúpula militar y dicte una ley de amnistía. La sublevación se conoció como el «Levantamiento de Semana Santa» y los sublevados, acaudillados por el teniente coronel Aldo Rico, recibieron el mote de «carapintadas» por tener su rostro pintado con betún.
El levantamiento, considerado por varios sectores como intento de golpe de Estado, generó una enorme crisis política que duró cuatro días, en la que ninguna unidad militar estuvo dispuesta a obedecer las órdenes del presidente Alfonsín destinadas a reprimir la sublevación. Las autoridades democráticas emparejaron la falta de poder militar con el apoyo de cientos de miles de personas que se movilizaron en todo el país para enfrentar a los militares y apoyar al gobierno constitucional. La crisis terminó luego de una reunión en Campo de Mayo entre el presidente Alfonsín y el teniente coronel Rico. Dos semanas después Alfonsín envió al Congreso el proyecto de Ley de Obediencia Debida estableciendo la inimputabilidad por delitos de lesa humanidad cometidos por militares con grado inferior a coronel.
Las leyes de Punto Final y Obediencia Debida fueron severamente cuestionadas por las organizaciones de derechos humanos y diversos sectores de la sociedad civil. Más de 3600 represores fueron considerados inimputables. Entre los liberados se encontraban represores que simbolizaban la violación de derechos humanos en todo el mundo, como Alfredo Astiz. Las leyes fueron repudiadas por las organizaciones de derechos humanos y serían anuladas en 2003. En 1987 la conocida banda Los Fabulosos Cadillacs liderada por Vicentico, fue protagonista de un escándalo de proporciones cuando se negó a compartir una mesa con funcionarios radicales durante un festival de rock, por haber sancionado la Ley de Obediencia Debida, siendo luego censurados por la televisión estatal. El hecho llevó a la banda a ponerle a una de sus nuevas canciones el título «Yo no me sentaría a tu mesa». Poco después, el 11 de diciembre de 1987, el músico británico Sting realizó un masivo recital en el estadio de River Plate en Buenos Aires, haciendo subir al escenario a las Madres de Plaza de Mayo, donde hicieron su ronda mientras sonada «They dance alone», un gesto que no había tenido ninguna banda de rock argentina. Músicos como León Gieco y Luis Alberto Spinetta han comentado la vergüenza que sintieron y al mismo tiempo el efecto de toma de conciencia que tuvo el acto.
Las amenazas contra la democracia se repetirían durante el gobierno de Alfonsín con dos nuevos alzamientos carapintadas en enero y diciembre de 1988. En enero de 1989 guerrilleros del Movimiento Todos por la Patria (MTP) coparon un cuartel en La Tablada resultando muertos 32 guerrilleros, 9 militares y 2 policías.
En 1989 y 1990 el presidente Carlos Menem dictó una serie de indultos que eximieron de responsabilidad penal a los militares ya condenados, incluyendo los miembros de las juntas, y a los pocos represores que no fueron alcanzados por las leyes de Alfonsín. Las leyes de impunidad y los indultos serían anuladas en 2003, reabriéndose los juicios y ampliándolos también a los autores civiles.
El enjuiciamiento de los militares que cometieron delitos de lesa humanidad, es un rasgo peculiar de la democracia argentina recuperada en 1983 y casi único en el mundo, que la ligó estrechamente con la lucha por los derechos humanos y la distingue de otras democracias regionales recuperadas en la misma época, particularmente las de Brasil (1985), Chile (1988) y Uruguay (1985).

### Política exterior y deuda externa
La política internacional de Alfonsín, a cargo del canciller Dante Caputo, le dio una gran importancia a eliminar los conflictos con los países fronterizos, con el fin de desmilitarizar las relaciones internacionales y restar poder a las fuerzas armadas en la región. Con ese fin cerró el conflicto del Beagle con Chile, que había llevado a ambos países al borde de la guerra en 1978, aceptando la propuesta del Papa realizada en el curso de la mediación de la Santa Sede. Argentina y Chile firmaron entonces en 1984 el Tratado de Paz y Amistad entre Argentina y Chile resolviendo todas las cuestiones pendientes al sur del Estrecho de Magallanes. La decisión fue legitimada con un plebiscito no vinculante en el que el 82 % de la población apoyó el acuerdo con Chile.
En 1985 Brasil fue el segundo país de la región luego de Argentina en recuperar la democracia. Inmediatamente los presidentes de ambos países, Alfonsín y José Sarney, se reunieron para firmar la Declaración de Foz de Iguazú que puso en marcha el proceso de integración que seis años después tomaría el nombre de Mercosur, sumando a Uruguay y a Paraguay a medida que esos países iban también recuperando la democracia. Hasta ese momento ambos países mantenían una relación de alta confrontación potencialmente bélica, que se remontaba a los tiempos de la colonia, cuando España y Portugal se enfrentaban para ampliar sus dominios en el mundo.
Uno de los mayores problemas del gobierno democrático fue la deuda externa contraída durante la dictadura y estatizada completamente un año antes de transferir el poder a los representantes del pueblo. El monto de la deuda que era de 7700 millones en 1975, pasó a ser 45 000 millones en 1983: un 600 % de aumento en siete años. La deuda externa, que algunos partidos consideraban en gran parte fraudulenta, condicionaría severamente las posibilidades de crecimiento, desarrollo y mejora de las condiciones de vida de la población, durante todos los gobiernos democráticos. Alfonsín intentó en un primer momento crear un «club de deudores» para negociar en bloque con los acreedores y el Fondo Monetario Internacional. En junio de 1984 los cancilleres y ministros de Economía de Argentina, Bolivia, Brasil, Colombia, Chile, Ecuador, México, Perú, República Dominicana, Uruguay y Venezuela -muchos de esos países bajo dictaduras- se reunieron en Cartagena para formar el Grupo de Cartagena, pero las presiones internacionales bloquearon la propuesta argentina para la actuación conjunta en las negociaciones de la deuda externa.
En esa ocasión el ministro Caputo, expuso así la propuesta argentina:

La democracia argentina no acepta la trampa en la que el sistema financiero internacional y las minorías a él asociadas la han colocado al generar esta agobiante deuda externa. Los estados nacionales han sido usados para apañar a estos grupos especuladores. El destino del continente está en salir fuera de esta trampa. (...) La crisis que sufrimos quizás tenga como contrapartida la creación de una oportunidad invalorable para convertir finalmente en realidad la integración de América Latina y del Caribe.
Dante Caputo, ministro de Relaciones Exteriores

### Economía y conflicto social

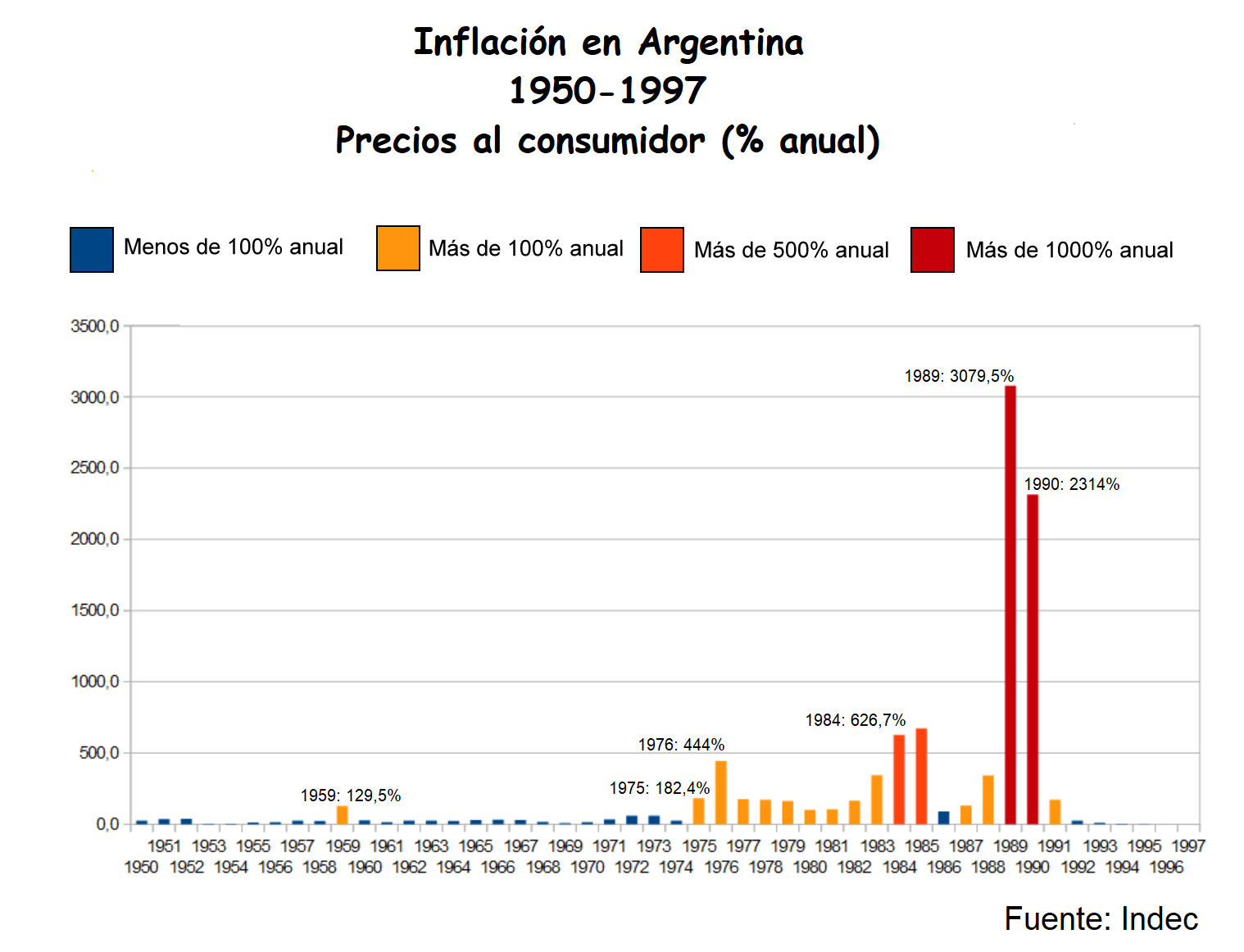
El gobierno de Alfonsín ocupó la parte final de un período de muy altas tasas de inflación, superiores al 100 %, que se había iniciado en 1975, con el Rodrigazo, y que se extendió hasta 1990.

Una de las primeras medidas de Alfonsín, pocos días después de asumir, fue el envío al Congreso de una reforma a la ley sindical de la dictadura sin cumplir con la consulta a los sindicatos, un principio que integra el tripartismo promovido por la Organización Internacional del Trabajo. La decisión unilateral de Alfonsín desencadenó un conflicto de enormes proporciones entre el gobierno y los sindicatos argentinos. El proyecto conocido como «Ley Mucci» fue aprobado por la Cámara de Diputados pero fue rechazado por la Cámara de Senadores el 14 de marzo de 1984. Luego de la derrota parlamentaria, el gobierno mantuvo en vigencia la ley sindical de la dictadura de corte fascista -impugnada por la OIT-, no convocó a paritarias para negociar colectivamente salarios y condiciones de trabajo, no permitió la normalización de la CGT y mantuvo varias obras sociales sindicales intervenidas. 
Adicionalmente la reducción del salario real en un contexto de alta inflación, así como el aumento del desempleo y del trabajo no registrado, en el marco de planes de ajuste diseñados por el Fondo Monetario Internacional, crearon las condiciones de un grave conflicto social que se mantuvo durante la mayor parte del gobierno alfonsinista. En 1986 la desocupación llegó al 12 %, una cifra nunca alcanzada antes en los registros oficiales del país. La CGT respondió a la política económica y sindical del gobierno con trece paros generales y grandes movilizaciones, desde el 3 de septiembre de 1984 que se declaró el primero hasta septiembre de 1988 en que se realizó el último.
En 1988, Alfonsín cedió a los reclamos sindicales, enviando al Congreso una nueva ley sindical redactada por consenso que fue aprobada por unanimidad en 1988 (n.º 23.551) y convocó en 1989 a negociaciones colectivas paritarias, luego de catorce años. No habría una nueva convocatoria hasta 2003.
El primer ministro de Economía nombrado por Alfonsín fue Bernardo Grinspun, un destacado economista desarrollista adherente a la teoría de la dependencia, que intentó llevar adelante una política económica rechazando los condicionamientos que pretendía imponer el Fondo Monetario Internacional y los llamados Capitanes de la industria, un grupo de presión que reunía a los grandes empresarios argentinos (Manuel Gurmendi de Acindar, Ricardo Gruneisen de Astra, Jaime Núñez de Bagley, Sebastián Bagó de Laboratorios Bagó, Julio Hojman de BGH, Carlos Bulgheroni de Bridas, Miguel Roig de Bunge & Born, Gerardo Cartellone de Cartellone, Guillermo Khül de Celulosa Jujuy y SAAB Scania, Martín Blaquier de Ledesma, Amalia Lacroze de Fortabat de Loma Negra, Francisco Macri del Grupo Macri, Amín Massuh de Massuh, Vitorio Orsi de Pérez Companc, Enrique Pescarmona de IMPSA, Javier Gamboa de Alpargatas y Roberto Rocca de Techint) y que coincidía con lo que se llamaba «la patria contratista».
Grinspun puso en el centro de su plan el aumento del salario real muy deteriorado durante la dictadura, para mejorar las condiciones de vida de la población y recomponer el mercado interno. Siguiendo esa política Alfonsín aumentó los salarios un 35 % mediante decretos, pero la respuesta fue una inflación galopante que llegó a 688 % ese primer año.
La decisión de Héctor Magnetto, gerente general del Clarín de «impugnar con severidad la política de Grinspun», y la oposición del FMI desgastaron su figura y provocaron su renuncia a poco más de un año de haber asumido, luego de que 1984 terminara con una inflación récord para el país, en medio de fuertes pujas redistributivas entre los sectores. Una anécdota cierta gráfica muy bien el intento inicial del gobierno de Alfonsín de llevar adelante una política econónomica autónoma, que diera prioridad al desarrollo económico y social, postergando los intereses de los grandes grupos económicos:

«Si querés que me baje los pantalones, me los bajo», le gruñó Bernardo Grinspun al representante del FMI, Joaquín Ferrán. Fue durante uno de sus encuentros, cuando era ministro de Economía de Raúl Alfonsín. Pero no quedó en palabras: le dio la espalda y, literalmente, se los bajó.

La renuncia de Grinspun dio paso al nombramiento de Juan Vital Sourrouille el 19 de febrero de 1985. Sourrouille fue resistido por los sectores juveniles del alfonsinismo que lo consideraban ajeno al enfoque keynesiano y desarrollista de la economía y más cercano a los enfoques neoclásicos del FMI. El 12 de abril Alfonsín anunció que establecía una «economía de guerra» y el 14 de junio fue presentado el Plan Austral, luego de ser aprobado en Estados Unidos por los máximos funcionarios del gobierno de Reagan y el FMI. El equipo de Sourrouille estaba integrado entre otros por dos funcionarios que más de una década después serían ministros de Economía: José Luis Machinea y Roberto Lavagna.
El Plan Austral, que creaba una nueva moneda de ese nombre, tuvo como objetivo prioritario controlar la inflación. Inicialmente el objetivo se cumplió parcialmente y la inflación comenzó a bajar pasando de 688 % en 1984 a 81 % en 1986, pero con una costosa caída del PBI del 7 % en 1985, compensada con un crecimiento de la misma magnitud en 1986. En 1985 se realizaron elecciones legislativas que el radicalismo ganó cómodamente 42 % a 34 %. 
Pero luego de ese momento la inflación se duplicó en 1987 llegando 174 %. El deterioro de la economía y la situación social llevó a una fuerte derrota del radicalismo en las elecciones legislativas de ese año 41 % a 37 %, que le hizo perder la mayoría en la Cámara de Diputados y los gobiernos de las provincias de Buenos Aires, Chubut, Entre Ríos y Mendoza, en todos los casos ganadas por el peronismo. Especialmente grave fue la pérdida de la provincia de Buenos Aires, que concentra un tercio de la población total del país, donde resultó elegido gobernador el peronista Antonio Cafiero. En Mendoza resultó elegido gobernador José Octavio Bordón, que luego se separaría del Partido Justicialista para ser candidato a presidente por el FREPASO en las elecciones de 1995.
Ese momento histórico coincidió con la Perestroika en la Unión Soviética, una serie de profundas reformas económicas al modelo comunista decididas por Mijaíl Gorbachov, que anticiparon el fin de la Guerra Fría y el comienzo del período conocido como la globalización, con la caída del Muro de Berlín en 1989 y la disolución de la Unión Soviética en 1991.
La situación continuó empeorando y en 1988 la inflación volvió a duplicarse alcanzando 387 %. El gobierno intentó sin lograrlo, retomar el control de las variables económicas mediante el Plan Primavera lanzado el 1 de agosto de 1988, pero a partir de febrero de 1989 comenzó una corrida cambiaria que desató la primera hiperinflación, con un enorme costo social, alcanzando récords en materia de pobreza, desempleo y trabajo no registrado. La participación de los asalariados en el ingreso que era del 43 % en 1974, se había reducido al 27 % en 1988 y caería a un mínimo histórico del 20 % a mediados de 1989.
Basualdo y Aspiazu señalan que el alfonsinismo se vio atrapado en la puja distributiva entre dos grandes bloques de poder económico: los acreedores de la deuda externa y los grupos empresarios que contrataban con el Estado, conocidos como «la patria contratista» (coincidente los ya mencionados Capitanes de la industria), fortalecidos con la dictadura y sobre todo con la estatización de sus deudas en 1982:

La interrupción de los pagos al exterior que se produce en 1988−lo que supuso anteponer, una vez más, los intereses del capital concentrado interno a los de los acreedores externos− De allí que, si con la interrupción de los pagos al exterior que se produce en 1988 se inició el proceso que desembocaría en la explosión hiperinflacionaria del segundo trimestre de 1989, no resulte llamativo que el ataque especulativo contra la moneda local (la «corrida cambiaria» iniciada los primeros días del mes de febrero de ese año) fuera desencadenado por algunos de los bancos extranjeros radicados en el país (Lozano y Feletti, 1991).
Basualdo y Aspiazu

### Otros acontecimientos del período
Una de las definiciones más destacadas del período fue la afirmación de Alfonsín realizada durante la campaña electoral, de que «con la democracia se come, se cura, se educa». La frase ha permanecido en el recuerdo y en los análisis sobre la relación más o menos directa entre la democracia y las condiciones de vida de la población.
Dentro de la política social de Alfonsín se destacó el Plan Alimentario Nacional (PAN), primer plan social de la historia argentina, que consistía en la entrega mensual de 1 200 000 «cajas PAN» con alimentos que llegaban a cinco millones de personas empobrecidas, es decir un 16 % de la población total. Otro plan social importante fue el Plan Nacional de Alfabetización, diseñado por Nélida Baigorria, que redujo el analfabetismo de 6.1 % a 3.7 %.
En lo que respecta a la política educativa, en 1984 el Congreso de la Nación aprobó por unanimidad en ambas cámaras (Ley N.º 23.114) la realización del II Congreso Pedagógico Nacional, en referencia al primer congreso realizado un siglo antes en 1882. El Congreso se realizó entre 1986 y 1988, con asambleas locales y provinciales, cerrando con la Asamblea Pedagógica Nacional reunida entre el 27 de febrero y 6 de marzo de 1988, en Embalse Río Tercero. El congreso reflejó una fuerte puja entre los sectores laicos y los sectores religiosos, en especial la Iglesia Católica, así como los roles de la educación pública y la educación privada. Entre las conclusiones del Congreso aprobadas por unanimidad se encontraba la propuesta de transferir todos los establecimientos educativos preescolares, primarios y medios a las provincias, aunque históricamente en Argentina una gran parte de los mismos estuvieron a cargo de la nación. Esta propuesta sería ejecutada por el presidente Carlos Menem en la década siguiente.
En materia de desarrollo tecnológico el gobierno de Alfonsín impulsó en secreto el denominado Programa Cóndor II de investigación y construcción de un misil de mediano alcance. El proyecto de características militares se había originado en la Fuerza Aérea luego de la Guerra de Malvinas y significada un salto en el desarrollo tecnológico del país, principalmente en el área de espacial y de cohetería. El proyecto se realizaba con apoyo tecnológico de Alemania y financiero de Egipto que compraría los motores; luego se comprometió Irak a comprar los misiles. Durante el gobierno de Menem el proyecto fue desmantelado y todos los científicos despedidos, por exigencia de Estados Unidos. El periodista Daniel Santoro, quien investigó el caso, ha sostenido que el desmantelamiento total del proyecto fue dañino para el país y que podría haberse reorientado hacia fines pacíficos, para desarrollar la industria espacial argentina, algo que finalmente se hizo en la década de 2010.
En 1986 Alfonsín anunció el Plan para una Segunda República Argentina integrado por una serie de ambiciosos proyectos de mediano y largo plazo para realizar una reforma profunda del país. Los proyectos principales contemplaban el traslado de la capital federal a la Patagonia (Proyecto Patagonia), la creación de la Provincia del Río de la Plata que unificaría el Gran Buenos Aires con la Ciudad de Buenos Aires, la reforma de la Constitución Nacional para abandonar el sistema presidencial y adoptar el semiparlamentarismo, la provincialización del territorio nacional de Tierra del Fuego y la reforma del Poder Judicial. Con el debilitamiento del gobierno alfonsinista el cumplimiento del Plan quedó bloqueado, pero en la década siguiente se concretarían dos de esos proyectos: la creación de la provincia de Tierra del Fuego y la reforma constitucional de 1994.
En materia de derechos de las mujeres y democratización de las relaciones interpersonales, el gobierno de Alfonsín se hizo eco de una serie de demandas enarboladas desde el movimiento de mujeres y feminista en Argentina. En efecto entre las leyes sancionadas en el período se destacan las leyes que restablecieron la patria potestad compartida (Ley N.º 23.264 de 1985) y el divorcio (Ley N.º 23.515 de 1987), instituciones que habían sido derogadas por la dictadura que derrocó al peronismo en 1955. También se derogó el decreto conocido como López Rega (N°658/ 74) que prohibía la venta libre de anticonceptivos. Pero no sólo se revierten medidas previas, también se avanza en la promoción de derechos a favor de las mujeres. En ese marco la institucionalidad estatal dio un lugar propio a estructuras destinadas al diseño e implementación de políticas públicas, pues se creó hacia 1983 el Programa Nacional de Promoción de la Familia (conocido como Programa Mujer), dependiente del Ministerio de Salud y Acción Social. Durante 1987 el programa se convirtió en la Subsecretaría de la Mujer en el mismo ministerio que continuó siendo dirigida por Zita Montes de Oca y Haydée Birgin como responsable de un amplio gabinete de asesoras vinculadas al feminismo. Desde ese espacio se promovió la elaboración de informes sobre la situación de las mujeres en diversos ámbitos, el asesoramiento en la implementación de programas y la capacitación laboral en las provincias donde se estaban constituyendo áreas específicas de mujeres. En ese marco, el programa Redes promovido por la Subsecretaria y financiado por el Banco Mundial, buscó crear y fortalecer áreas institucionales para mujeres en las provincias. En ese sentido desde este espacio se favorecieron formas de articulación directa entre las instancias nacional, provincial y municipal para la conformación de redes.

### Deterioro, elecciones y «resignación» de Alfonsín
Alfonsín consideró que el Grupo Clarín fue el opositor «más duro» al gobierno radical. Lo definió públicamente como «enemigo acérrimo» y sostuvo que buscaba «hacerle caer la fe y la esperanza al pueblo argentino». Para Alfonsín el Grupo Clarín era un «ejemplo vivo (de aquello) contra lo que tenemos que luchar los argentinos». Durante el gobierno de Alfonsín, el Grupo Clarín había comenzado su expansión hacia los medios audiovisuales, comprando por medio de testaferros y de manera ilegal Radio Mitre.
El 13 de agosto de 1988 Alfonsín sufrió insultos y abucheos en la inauguración de la 101.º Exposición de Ganadería y Agricultura organizada por la Sociedad Rural Argentina. El presidente respondió a los insultos sosteniendo que se trataba de una «actitud fascista»:

Yo quiero comenzar por poner de relieve esto que está sucediendo esta tarde en la Sociedad Rural Argentina. Estas manifestaciones no se producen en tiempos de dictadura, aunque parece que algunos comportamientos no se consustancian con la democracia, porque es una actitud fascista no escuchar al orador… No creo realmente que sean productores agropecuarios los que tiene este comportamiento, son los que muertos de miedo se han quedado en silencio cuando han venido acá a hablar en representación de la dictadura. Y son también los que se han equivocado y han aplaudido a quienes han venido a destruir la producción agraria argentina, no son los productores agropecuarios.
Raúl Alfonsín, Presidente de la Nación

En 1988 había que elegir a los candidatos presidenciales. El alfonsinismo no tenía una figura capaz de competir con éxito y debió resignarse a apoyar la candidatura del gobernador de Córdoba Eduardo Angeloz, el único radical de peso que había logrado un buen resultado electoral en 1987. Los sectores juveniles de la Coordinadora quisieron presentar la precandidatura de Dante Caputo, pero Alfonsín no lo permitió. Angeloz era muy crítico del alfonsinismo, fuertemente antiperonista, expresión del ala neoliberal, y proponía un amplio plan de privatizaciones y achicamiento del Estado. Angeloz compitió en la interna con Luis León, venciéndolo con un 88 % de los votos. Angeloz recurriría como imagen de campaña al «lápiz rojo» que simbolizaba su propuesta de achicamiento del gasto público.
En el peronismo compitieron el candidato de la corriente renovadora Antonio Cafiero, elegido en 1987 gobernador de la provincia de Buenos Aires y Carlos Saúl Menem, gobernador de la provincia de La Rioja. Inesperadamente, la elección interna fue ganada por Menem con una propuesta clásica del peronismo, sintetizada en el eslogan «¡Salariazo y Revolución Productiva!».
En febrero de 1989 comenzaron a producirse una serie de movimientos financieros que desencadenaron un proceso hiperinflacionario. Alfonsín ha sostenido que se trató de una maniobra intencional con el fin de desestabilizar su gobierno, realizada por Domingo Cavallo y Guido Di Tella y el diario Ámbito Financiero sostuvo que se trató de un «golpe de mercado», asimilado al concepto de «golpe de Estado blando». En los siguientes seis meses la inflación llegaría al 2500 %. Los salarios perdían todo su valor en el curso del mes, aún con aumentos mensuales establecidos por decreto. En el curso de esos seis meses el salario real se redujo un 30 %. La pobreza comenzó a crecer de modo exponencial: en mayo era del 25 % y en octubre del 47 %.
Alfonsín adelantó para el 14 de mayo las elecciones que deberían haberse realizado en octubre, pero el caos social causado por la hiperinflación y la pobreza generalizada definieron la elección a favor del candidato peronista Carlos Menem, que ganó con el 47 % contra el 36 % de Angeloz.
La situación social tampoco le permitió a Alfonsín cumplir su mandato que terminaba el 10 de diciembre. El 30 de mayo decretó el estado de sitio y el 11 de junio convocó a una reunión con los principales empresarios del país para pedirles apoyo para finalizar su mandato. El dirigente socialista Simón Lázara, que estuvo presente en la reunión, dijo que Magnetto habló en nombre de grupo empresarial y dijo:

Ustedes ya son un obstáculo.
Héctor Magnetto

Al día siguiente Alfonsín habló por la cadena nacional de medios para anunciar que había «resuelto resignar, a partir del 30 de junio de 1989, el cargo de presidente de la Nación Argentina». El uso de la palabra «resignar» y no «renunciar», como correspondía legalmente, generó confusiones y pujas políticas entre ambas fuerzas, ya que pocos días antes Alfonsín había declarado que no aceptaría una entrega anticipada del mando.
Finalmente Raúl Alfonsín le transfirió la presidencia a Carlos Menem el 8 de julio de 1989. Por primera vez en la historia argentina un presidente democrático transfería el poder a otro presidente democrático de un partido político diferente. Durante el lapso faltante hasta cumplir el mandato legal de los diputados y senadores hasta el 10 de diciembre, la UCR se comprometió a facilitar la sanción de las leyes que requiriera el presidente Menem. Esta circunstancia causó también que el mandato de Menem se extendiera más allá del plazo constitucional de seis años, sumando en total seis años, cinco meses y dos días.

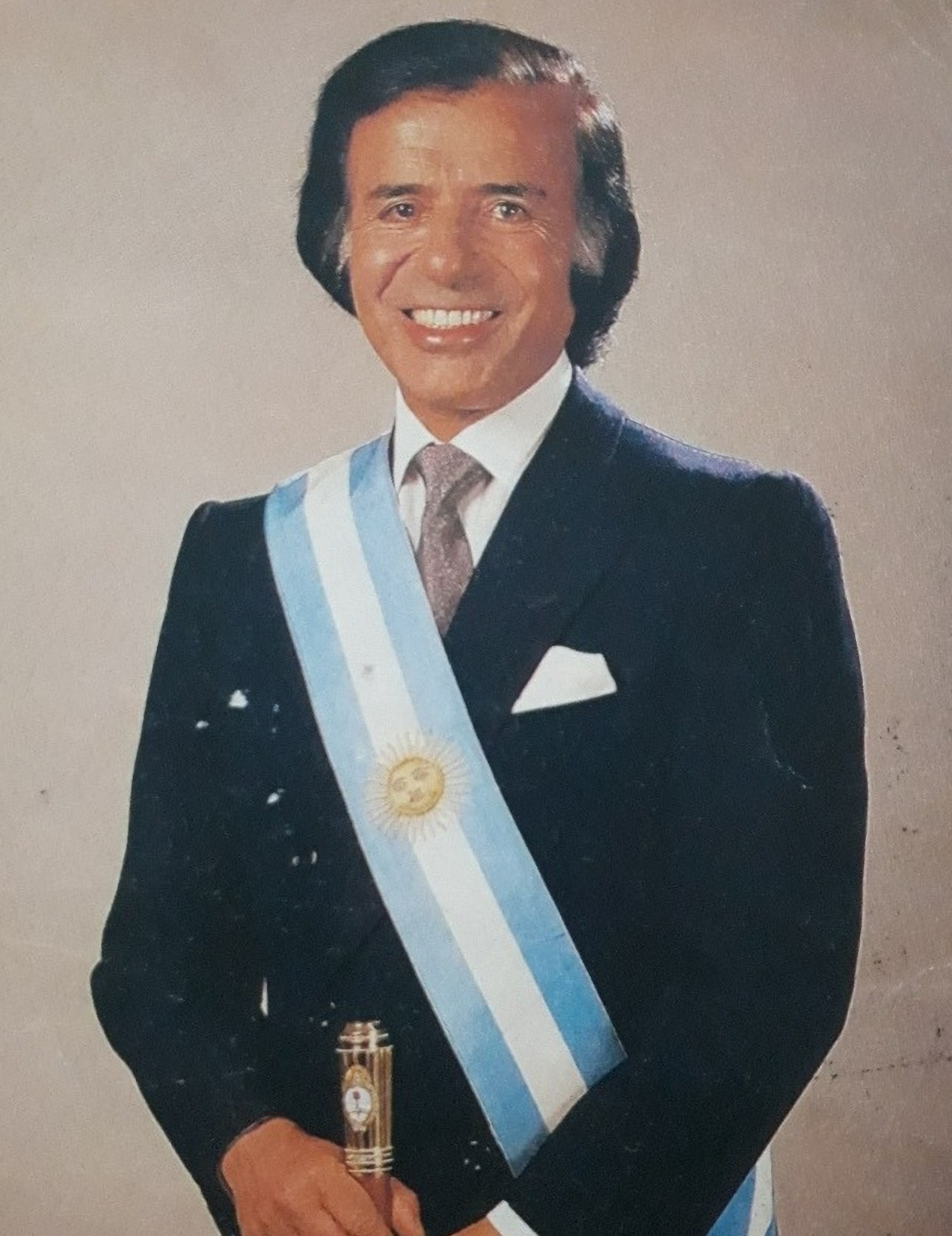
Carlos Saúl Menem, el primer presidente en lograr la reelección desde la vuelta de la democracia en 1983. Goberno durante 1 década (1989-1999).

## Menemismo (1989-1999)

### El Consenso de Washington
Carlos Menem llegó al poder en un momento muy especial de la historia mundial: el momento en que el llamado mundo comunista comenzó a desintegrarse con la caída de Muro de Berlín y Estados Unidos ganó la Guerra Fría que se había iniciado cuarenta y cinco años antes, prevaleciendo en todo el mundo las reglas del modelo neoliberal en lo que se conocería como globalización. Simultáneamente las mayores organizaciones financieras del mundo, lideradas por el Fondo Monetario Internacional y el tesoro estadounidense, elaboraron el Consenso de Washington, un programa neoliberal de reformas estructurales para los países latinoamericanos que tenía como eje las privatizaciones, la desregulación de los mercados y la flexibilización laboral, y que sería aplicado en la siguiente década por gobiernos de todas las tendencias ideológicas. 
En Argentina fue aplicado por los dos siguientes presidentes de partidos políticos diferentes, el peronista Menem y el radical De la Rúa, pero que recurrieron al mismo ministro de Economía, Domingo Cavallo. Hay consenso en considerar que fue el país que en la década del 90 fue más lejos en las reformas neoliberales. En un conocido paper de la Universidad de Harvard escrito por Dani Rodrik en 2002, el economista dice que «Argentina logró más liberalización del comercio, reforma impositiva, privatización y reforma financiera que ningún otro país en América Latina; hizo todo lo posible para granjearse la simpatía del mercado internacional de capitales», preguntándose luego: «¿Por qué entonces los inversores internacionales abandonaron abruptamente el país al final de la década?».
El período se caracterizó por una corrupción generalizada, que llegó a incluir la renuncia del vicepresidente Carlos Álvarez en 2000 debido a una denuncia de sobornos a varios senadores para sancionar una ley de flexibilización laboral y un considerable nivel de violencia política que incluyó dos atentados terroristas con más de cien muertos, así como el asesinato de periodistas y activistas sociales. La llamada experiencia neoliberal en Argentina se extendió desde 1989 hasta diciembre de 2001, cuando terminó estallando la crisis de cuatro años más grave de la historia argentina, destruyendo gran parte del tejido social y poniendo al país al borde de la guerra civil y una eventual desintegración.

### De la hiperinflación menemista a la convertibilidad

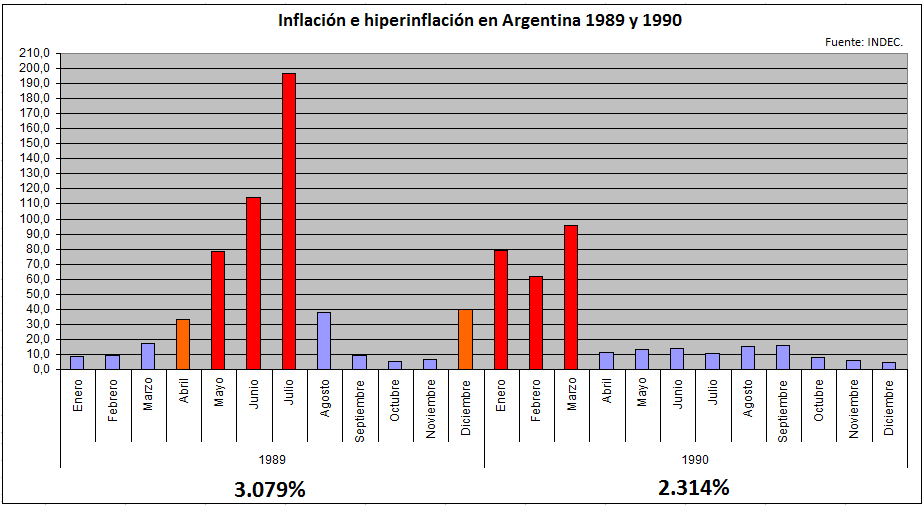
Inflación e hiperinflación. En rojo el pico hiperinflacionario alfonsinista (izquierda) y el pico hiperinflacionario menemista (derecha), con su escalada previa en naranja. El resto de los meses la inflación osciló sobre la línea del 10 % mensual.

Es habitual en el relato periodístico referirse a «la hiperinflación», en singular, ubicándola en los últimos meses del gobierno de Alfonsín. Pero Menem también debió enfrentar un proceso hiperinflacionario que comenzó a estallar en diciembre de 1989 y barrió su primer plan económico elaborado por la empresa multinacional Bunge & Born (Plan BB) y aplicada por un funcionario de la empresa, Néstor Rapanelli, designado ministro de Economía. Aunque las consecuencias positivas y negativas de la inflación se encuentran discutidas entre las diversas escuelas económicas, como lo muestra la curva de Phillips (a menor desempleo, mayor inflación), hay que distinguirla de la hiperinflación que, por producirse a una velocidad que destruye el valor de la moneda antes de que el salario pueda ser gastado, genera enormes transferencias de ingreso en cortísimo plazo en perjuicio de la población asalariada y un generalizado caos social en sociedades completamente monetarizadas. El Plan BB inició el proceso de privatizaciones y el achicamiento drástico del Estado con las leyes de reforma del Estado (Ley) N.º 23.696) y emergencia económica (Ley N.º 23.697), por las que el Congreso de la Nación le delegó amplias facultades al Poder Ejecutivo y cuya constitucionalidad fue y sigue siendo muy discutida. Para el proceso de privatizaciones Menem designó a María Julia Alsogaray, una política ultraliberal dirigente de la antiperonista UCD, y Roberto Dromi. Las acciones de ambos serían consideradas actos de corrupción y en el caso de Alsogaray fue condenada tres veces sumando once años de prisión.
Durante 1990 Menem trató de aplicar un segundo plan económico con Erman González como ministro de Economía, implementando el Plan Bonex mediante el cual el Estado se apropió de los ahorros bancarios de la población a cambio de un bono pagadero en 1999. Pese a ello la inflación de todo 1990 fue de 2314 % (la de 1989 había sido de 3079 %). Con semejantes números el país seguía en hiperinflación.
El principal periodista político Bernardo Neustadt, desde su programa de televisión Tiempo Nuevo, convocó a la población a apoyar al gobierno de Menem con una manifestación a Plaza de Mayo que se denominó la «Plaza del Sí» y se realizó el 6 de abril de 1990. Dos días antes de la manifestación se publicó en Clarín una solicitada paga de apoyo titulada «los que queremos el cambio».
A comienzos de 1991 la embajada de Estados Unidos denunció un pedido de coimas contra la empresa Swift, desatando un escándalo conocido como Swiftgate que causó la renuncia de Erman González. El escándalo del Yomagate involucrando a la familia del presidente, en 1991 había sacado también a la luz la instalación del narcotráfico en Argentina. Tomó el cargo el entonces canciller Domingo Felipe Cavallo, quien asumió el 1 de marzo de 1991. Cavallo era presidente de la Fundación Mediterránea financiada por un grupo de empresas entre las que se destacaba Arcor y había sido presidente del Banco Central durante la dictadura, estatizando la deuda externa privada en 1982, acto que lo llevó a establecer buenas relaciones con los grupos económicos más importantes que actuaban en el país. Tomó tres grandes medidas, la convertibilidad de la moneda nacional con el dólar (Ley N.º 23.928), la suspensión («consolidación») por diez años del pago de la deuda interna (Ley N.º 23.982) y la llamada «flexibilización laboral» (Ley N.º 24.445). Esas medidas, sumadas a las leyes de reforma del Estado (Ley N.º 23.696) y de emergencia económica (Ley N.º 23.697), cambiarían profundamente la sociedad argentina.
Las privatizaciones en Argentina se caracterizaron por su celeridad y su amplitud, sin parangón con otros países europeos o americanos, salvo los del bloque comunista. Entre 1990 y 1994 se privatizaron prácticamente todas las empresas del Estado: ENTel, Ferrocarriles Argentinos, Correo Argentino, YPF, Gas del Estado, SEGBA, Canal 13, Canal 11, Canal 9, Obras Sanitarias de la Nación, los astilleros, las firmas siderúrgicas, las petroquímicas, las flotas mercantes, los puertos, el banco hipotecario, YCF, etc. En la mayoría de los casos los valores a los que fueron vendidas y las sumas recibidas fueron intencionalmente rebajados, como se probó en los juicios por corrupción realizados posteriormente. Durante el gobierno de Menem también se privatizaron los fondos de pensión (jubilatorios) que pasaron a ser administrados por empresas con fines de lucro denominadas AFJP.
Un reportaje realizado por la revista Gente a Roberto Dromi -quien se definía como Gerente de Privatizaciones del gobierno de Menem-, resulta revelador de las promesas, las expectativas y la realidad del proceso de privatizaciones:

-Periodista: Cuando se haga la concesión de ferrocarriles ¿habrá trenes para todos y a 500 kilómetros por hora, como dijo el presidente?
-Roberto Dromi: No, habrá trenes que correrán a doscientos kilómetros por hora, en un plazo de dos años. Lo garantizo.

En su film La próxima estación(2008) el cineasta Pino Solanas opone otra cara de las privatizaciones:

La construcción de los ferrocarriles fue una de las grandes epopeyas industriales del país... A comienzos de los años 90, las empresas del Estado se privatizaron con la promesa de modernizar sus servicios y brindar mejor atención: los trenes interurbanos fueron suprimidos; miles de pueblos quedaron aislados y un millón de habitantes emigró hacia las capitales. El maltrato al pasajero se hizo norma. Los robos y accidentes se multiplicaron. Con la privatización de las aerolíneas también se eliminaron rutas provinciales y los pasajeros son abandonados en los aeropuertos. Jamás se vivió en el país una crisis del transporte semejante. Al suprimir el 80 % de los trenes, el transporte de cargas y pasajeros pasó al automotor. Las carreteras quedaron saturadas y los accidentes fueron en aumento: sólo en el 2007 la «guerra del automotor» provocó más de ocho mil muertos y miles de heridos.
La confusión sobre lo público y lo privado sigue vigente. Los trenes se privatizaron porque daban pérdidas, pero los servicios públicos ¿están para dar ganancias o para servir a la comunidad? ¿Acaso deben dar renta las escuelas o los hospitales públicos? Si los ferrocarriles perdían un millón de dólares por día, hoy cuestan tres millones diarios pero sólo funciona el 20 % de los trenes que teníamos antes... El ferrocarril no tiene reemplazo.
Pino Solanas, La próxima estación

En el área de medios de comunicación, el lobby del diario Clarín consiguió la derogación de la norma que limitaba la concentración de medios de comunicación gráficos, televisivos y radiales por una sola empresa, lo que le permitió convertirse en uno de los grupos empresariales más importantes del país, concentrando periódicos, revistas, canales de televisión, radios, canales de cable, agencias de noticias y empresas de Internet, así como adquirir medios competidores para cerrarlos, en la mayor parte de las provincias y ciudades. Varias personalidades como Jorge Lanata, director del diario Página/12 y Julio Ramos, director del diario Ámbito Financiero y autor del libro Los cerrojos a la prensa, denunciaron el monopolio creado por el Grupo Clarín y el daño que el mismo le hizo a la libertad de prensa e información en Argentina:

El gran problema, la gran acechanza de la prensa argentina en estos años 90 es el monopolio Clarín. Es el gran dominador, el gran pulpo que se extiende amenazante sobre toda forma de disfusión, escrita o electrónica que no se pliegue a sus designios de dominación... La tesis de este libro es que un monopolio de prensa tiene una tendencia natural al ahogo de la competencia y a la expansión mucho mayor que la que mostraría un sujeto malvado que buscase deliberadamente el mismo fin. Y al final la conclusión será inevitable: si un mal es natural y creciente sólo la legislación puede detenerlo.
Los cerrojos a la prensa, Julio Ramos

En 1995 el periodista Mario Krasnov apareció muerto con un balazo en la cabeza cuando se disponía a publicar una novela, financiada por algunos funcionarios del gobierno, sobre la corrupción imperante en el Grupo Clarín y su participación en acciones ilegales y de censura.

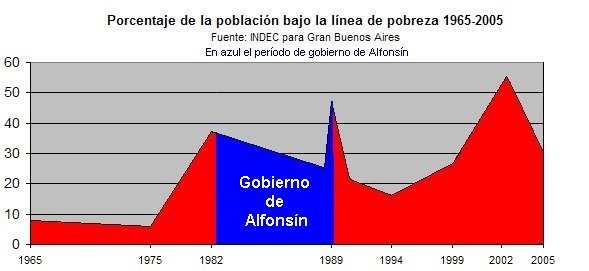
Evolución de la pobreza en Argentina, 1965-2005.

El proceso de reforma menemista incluyó una reforma profunda de la educación, con la sanción de la ley de transferencia de escuelas a las provincias (Ley N.º 24.049 de 1992), la ley federal de educación (Ley N.º 24.195 de 1993) y la ley de educación superior (Ley N.º 24.521 de 1995). Las normas combinan principios y valores democratizadores de la educación que estaban en la tradición argentina, con políticas eficientistas y tecnocráticas de reducción del gasto público, que agravaron la situación en muchas provincias que se hallaban quebradas, fragmentaron el sistema y evitaron que la inversión en educación llegara al 6 % del PBI, que era uno de los objetivos.
En 1993 se estableció por ley (Ley N.º 24.144) la autonomía del Banco Central, «uno de los ejes del Consenso de Washington, artículo de fe de la ortodoxia neoliberal», tal como lo define la BBC de Londres, separando así la política monetaria de la política fiscal, e impidiendo su coordinación. Entre 1989 y 1994, 32 países establecieron la independencia del Banco Central. Luego de la crisis mundial de 2008 los principales países del mundo abandonarían la autonomía de los bancos centrales.
En 1993 se produjo un fuerte conflicto entre la industria automotriz y los medios de comunicación en el marco del proceso de desindustrialización que estaba provocando la apertura económica. El conflicto estalló cuando el Grupo Macri, que tenía la concesión de la fábrica de automóviles Fiat, decidió levantar la publicidad que realizaba en el programa de televisión Tiempo Nuevo que conducía Bernardo Neustadt, debido a su prédica contraria a la industria nacional. Neustadt y la asociación de empresarios de prensa ADEPA, denunciaron a su vez al Grupo Macri, por presionar con la publicidad para condicionar la opinión del programa («alquilar conciencias»).
Menem solía usar la expresión «cirugía mayor sin anestesia», para referirse a los cambios que estaba realizando, una expresión que señala tanto la magnitud del cambio como el enorme sufrimiento humano que produjo a la población. Cientos de miles de personas fueron despedidas del sector público a causa de las privatizaciones y la «reforma» del Estado, y luego de la crisis mexicana de 1994 conocida como «Efecto Tequila», un millón de personas más fueron despedidas del sector privado, saltando la desocupación en mayo de 1995 al 18.6 %, la más alta de la historia argentina hasta ese momento.
Sin embargo el malestar social tardaría unos años en manifestarse abiertamente. La ley de convertibilidad fue sancionada en marzo de 1991 y para fines de ese año las tasas había bajado del 1 % mensual, ayudada también por la venta de la mayoría de los activos del Estado y el ingreso masivo de productos extranjeros. Basualdo y Asipazu explican que la convertibilidad y las privatizaciones beneficiaron tanto a los acreedores externos (bancos) como a la «patria contratista», encontrando así una fórmula para terminar con la puja distributiva entre esos dos grandes sectores del poder económico concentrado que había llevado al desquicio de la economía en los seis años anteriores.

### Relaciones internacionales
Las relaciones internacionales se caracterizaron por dos grandes políticas:
- una relación con Estados Unidos que fue calificada como política de «relaciones carnales»;[95]
- la creación del Mercosur en 1991, un bloque con Brasil, Paraguay y Uruguay que concretaba la política de integración económica subregional que había iniciado Alfonsín. El Mercosur ha sido considerado en Argentina una política de Estado por parte de todos los partidos políticos.[96][97]

El Mercosur constituyó una experiencia inédita entre países del hemisferio sur. La teoría económica entonces predominante sostenía que los acuerdos de integración económica entre países no desarrollados no podían tener éxito. Contra ese pronóstico el Mercosur produjo un cambio radical de la estructura del comercio exterior en la región, haciendo que el comercio entre los países del bloque aumentara exponencialmente, especialmente para productos manufacturados. Hasta 1991 el comercio de Argentina con Brasil oscilaba en los 500 millones de dólares anuales; una vez establecido el Mercosur el intercambio creció un 1000 %, superando los 6500 millones en 1977 y 1978. El Mercosur sería la única región el continente americano en la que sus miembros no firmaron tratados bilaterales de libre comercio.
Durante la primera presidencia de Menem, Argentina formó parte de una gran operación de venta clandestina de armas a Croacia y Bosnia, organizada por Estados Unidos y la OTAN, durante las Guerras Yugoslavas, que se extendió unilateralmente también a Ecuador durante la Guerra del Cenepa con el Perú. En noviembre de 1995, para encubrir el delito, el gobierno mandó a dinamitar la fábrica de armas de Río Tercero que arrasó con gran parte de la ciudad de Río Tercero, causando la muerte de siete personas e hiriendo a más de trescientas. El escándalo por venta de armas a Ecuador y Croacia causó la renuncia del ministro de defensa Oscar Camilión.

### Guerra contra Irak

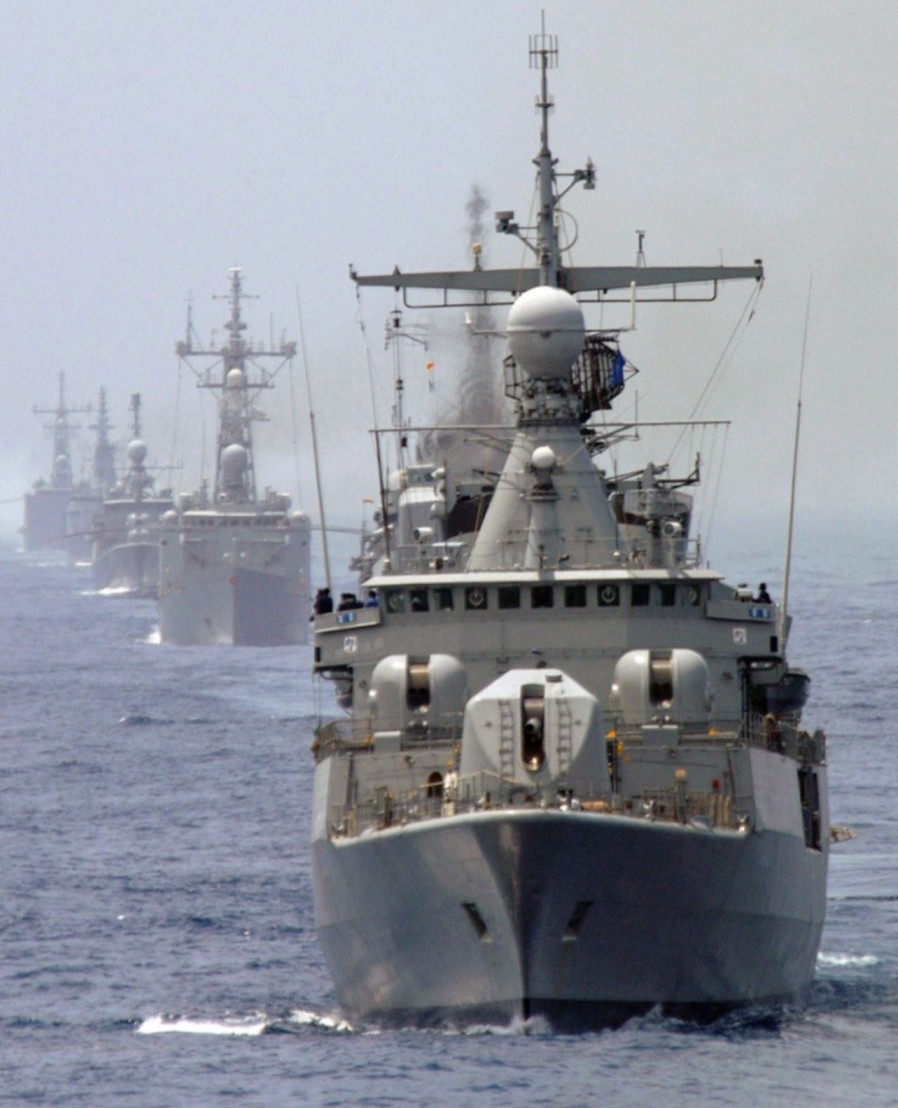
El destructor ARA Almirante Brown (D-10) fue una de las dos naves con las que Argentina participó en la Guerra del Golfo contra Irak.

La política de «relaciones carnales» con Estados Unidos llevó a que durante la presidencia de Menem entrara en guerra contra Irak en la Guerra del Golfo (1990-1991), instrumentada a través del Operativo Alfil. Fue la primera y única vez en la historia argentina que un gobierno democrático entró en guerra. Argentina integró un grupo de 34 naciones contra Irak, luego de que esta nación anexara Kuwait. El presidente Menem envió dos naves a la guerra, la corbeta ARA Spiro (P-43) y el destructor ARA Almirante Brown (D-10). La misión asignada a las naves argentinas fue escoltar a los buques de carga que entregaban insumos a los combatientes, a través del Golfo Pérsico, que había sido minado con minas antibuques.
Muchos observadores han sugerido la posibilidad de que los atentados a la embajada de Israel en 1992 y a la mutual judía AMIA, han sido consecuencia del involucramiento bélico de Argentina en los conflictos del Medio Oriente.

### Disidencia, indultos y terrorismo
La adscripción de Menem al neoliberalismo generó de inmediato una ruptura disidente tanto dentro del Partido Justicialista, como en el movimiento obrero, que con el paso de los años iría creciendo. Dentro del PJ, en diciembre de 1989 se separaron ocho diputados conocidos como el Grupo de los Ocho que formaron un bloque parlamentario independiente. Entre esos diputados se encontraba Chacho Álvarez, fundador del Frente Grande, que se transformaría en uno de los líderes de la oposición al menemismo. 
En el movimiento obrero, Saúl Ubaldini expresó su oposición al menemismo y si bien no pudo articular un frente político antimenemista, fue parte del proceso que llevó a la creación del MTA (Movimiento de los Trabajadores Argentinos), un grupo disidente dentro de la CGT que terminaría siendo de gran importancia, principalmente por contar con los sindicatos del transporte. Por otra parte, otro sector de la CGT, ligado con la corriente socialcristiana y por el diputado justicialista rebelde Germán Abdala, formó otra corriente disidente dentro del movimiento obrero a partir de uno de los sindicatos docentes (CTERA) y uno de los sindicatos de empleados públicos (ATE), primero como Congreso de los Trabajadores Argentinos y luego separándose formalmente de la CGT con la Central de los Trabajadores Argentinos (CTA).
El MTA y la CTA cuestionaron duramente la política laboral de Menem, en especial el aumento de la desocupación y el trabajo no registrado, la llamada «flexibilización laboral» y los «contratos basura», la política de privatizaciones y desregulación de mercados, como consecuencia de Consenso de Washington, la sujeción a las instrucciones del Fondo Monetario Internacional y la postergación de las necesidades populares para pagar la deuda externa.
El movimiento obrero realizaría nueve huelgas generales contra Menem, cuatro antes de iniciar su segundo mandato y cinco después. Además en 1994 se realizó la Marcha Federal a través de todo el país con más de cincuenta mil manifestantes. La huelga general de 1995 fue también en repudio del asesinato del militante sindical Víctor Choque durante la represión de una manifestación por despidos en Ushuaia, primer asesinato causado por la policía luego de la recuperación de la democracia en 1983.
En 1991 Norma Guimil de Plá liderando una organización de jubilados, inició una manera inédita de protesta en Argentina que se generalizaría en los años siguientes, cortando la estratégica avenida Rivadavia en el punto donde se encuentra el Congreso Nacional, reclamando la actualización de las jubilaciones congeladas por la política de Cavallo. El 16 y 17 de diciembre de 1993 una pueblada en Santiago del Estero y La Banda incendió edificios públicos y viviendas de los funcionarios, constituyéndose en el primer «estallido social» causado por la política económica neoliberal, que pocos años después daría nacimiento al movimiento piquetero.
El presidente Menem continuó con la política de impunidad para los delitos de lesa humanidad cometidos durante la dictadura que había iniciado Alfonsín luego de los levantamientos militares carapintadas. A tal fin entre el 7 de octubre de 1989 y el 30 de diciembre de 1990, dictó diez decretos indultando a civiles y militares que cometieron delitos durante la dictadura autodenominada Proceso de Reorganización Nacional incluyendo a los miembros de las juntas condenados en el Juicio a las Juntas de 1985, al procesado ministro de Economía José Alfredo Martínez de Hoz y los líderes de las organizaciones guerrilleras. Mediante estos decretos fueron indultadas más de 1200 personas. Las organizaciones de derechos humanos criticaron duramente los indultos, exigiendo su derogación. Finalmente en 2003, las llamadas leyes de impunidad dictadas por Menem y Alfonsín serían anuladas por el Congreso Nacional y el Poder Judicial. Pese a los indultos el 3 de diciembre de 1990 se produjo un nuevo levantamiento carapintada (el cuarto y último) que causó trece muertos y decenas de heridos.
En 1997 Abuelas de Plaza de Mayo inició una causa penal sosteniendo que el secuestro de bebés era parte de un plan sistemático impulsado desde el más alto nivel del Estado durante la dictadura. Se trata de uno de los juicios más importantes referidos a violaciones de derechos humanos en la Argentina durante la dictadura. En ella se investiga la apropiación de 194 niños. Ese año, al cumplir dos décadas de búsqueda de los nietos y nietas desaparecidos las Abuelas lanzaron la campaña «¿Vos sabés quién sos?», con el fin de permitir que los jóvenes con dudas sobre sus orígenes pudieran acercarse libremente y en un ambiente de contención. En 1998, el subcomisiario Samuel Cobani Miara fue condenado a doce años de prisión por la apropiación ilegal de los mellizos Gonzalo y Matías Reggiardo Tolosa, hijos de Juan Reggiardo y María Rosa Tolosa, desaparecidos en 1977. Ese mismo año las Abuelas de Plaza de Mayo propusieron incorporar a la Convención sobre los Derechos del Niño el derecho a la identidad que fue incluido en los arts. 7 y 8, conocidos por eso como los artículos argentinos.
Durante el primer gobierno de Menem Argentina sufrió dos importantes atentados terroristas: el 17 de marzo de 1992 una bomba voló la embajada de Israel en Buenos Aires asesinando a 22 personas e hiriendo a más de 200, y el 18 de julio de 1994 otra explosión de la bomba destruyó la mutual judía en Buenos Aires AMIA, matando a 85 personas e hiriendo a más de 300. El atentado contra la embajada de Israel no fue llevado a juicio, mientras que el atentado contra la AMIA fue objeto de encubrimiento durante el gobierno de Menem, razón por la cual en agosto de 2015 se inició juicio oral contra el propio presidente Menem y otros doce acusados.

### Pacto de Olivos y elecciones de 1995
Para fines de 1991 y a pesar de estar los salarios congelados a los valores de marzo de 1991, luego de dos años de hiperinflación y con la mayoría de la población debajo o cerca de la línea de pobreza, la reducción de la inflación a tasas de un solo dígito anual fue recibida con alivio. Por otra parte la reaparición del crédito permitió que la población pudiera ampliar su poder de compra mediante el endeudamiento, dando lugar al fenómeno conocido como «voto cuota», refiriéndose al impacto electoral de esa situación. La mejora del humor social se reflejó en las elecciones legislativas de 1993 donde el peronismo, con un 42 % de los votos, amplió la cantidad de diputados en un 10 %, en tanto que el radicalismo con un 30 % sólo pudo mantener los diputados que ya tenía.
Menem comenzó a pensar en la posibilidad de su reelección para lo cual negoció con Alfonsín una serie de «coincidencias básicas» que se conoció como Pacto de Olivos. Poco después se realizaron las elecciones para elegir convencionales constituyentes, de los cuales el 44 % correspondieron al Partido Justicialista, 24 % a la Unión Cívica Radical, 10 % al Frente Grande, 6 % al MODIN y el 16 % restante a partidos provinciales de importancia o nacionales de escasa presencia. Los resultados mostraban una abrupta caída de la UCR y la aparición de dos fuerzas políticas nuevas: 
- el Frente Grande, fundado por peronistas disidentes del menemismo en alianza con los partidos Intransigente, Demócrata Cristiano y Partido Comunista. Definió su ideología como «progresismo».[116]
- el MODIN, fundado por militares carapintadas.

El 22 de agosto de 1994 se aprobó la reforma constitucional, algo que resultaba indispensable porque la constitución que regía en ese momento había sido impuesta en 1957 por la dictadura que usurpó el poder en 1955, sin la participación del peronismo (que había sido proscripto), ni del sector intransigente del radicalismo y otras fuerzas políticas que se retiraron por considerarla ilegal. El nuevo texto no incluyó nuevos derechos laborales (segunda generación), pero incluyó los derechos de tercera generación, le dio estatus constitucional a los tratados internacionales de derechos humanos y superior a las leyes al resto de los mismos, y amplió los derechos políticos, entre ellos el derecho de resistencia a la opresión y normas de defensa de la democracia. Sobre el régimen de gobierno, estableció el voto directo y balotaje para el cargo presidencial, acortó el mandato presidencial de seis a cuatro años permitiendo una reelección inmediata, creó el cargo de Jefatura de Gabinete de Ministros, acortó el mandato de los senadores, incorporó un tercer senador para la primera minoría, creó el Consejo de la Magistratura. 
La nueva constitución estableció la autonomía de la Ciudad de Buenos Aires sujeta a los límites de una ley del Congreso Nacional, que se sumó así a la creación de la provincia de Tierra del Fuego, Antártida e Islas del Atlántico Sur dispuesta por el Congreso Nacional en 1991; una y otra comenzaron a elegir su propio gobierno y tres senadores cada una para integrar la Cámara de Senadores.
Las elecciones presidenciales de 1995 fueron ganadas nuevamente por Carlos Menem, con un 49.94 % de los votos. Al superar el 45 % se consagró automáticamente ganador, sin necesidad de recurrir al balotaje que establecía la nueva constitución en caso de no superar este último porcentaje y tener una diferencia con el segundo menor a diez puntos. La novedad política fue que la Unión Cívica Radical no salió segunda, sino tercera con 17 % de los votos. Nunca había pasado desde su fundación en 1891. Segundo salió la fórmula de dos peronistas disidentes, José Octavio Bordón-Chacho Álvarez, por la alianza FREPASO, con 29 % de los votos.
El peronismo ganó las gobernaciones de quince de las veintidós provincias en que se realizaron elecciones ese año: Buenos Aires, Entre Ríos, Formosa, Jujuy, La Pampa, La Rioja, Mendoza, Misiones, Salta, San Juan, San Luis, Santa Cruz, Santa Fe, Santiago del Estero y Tierra del Fuego. El radicalismo ganaría en cinco provincias: Catamarca (con un frente), Chaco, Chubut, Córdoba y Río Negro. En Neuquén ganó el Movimiento Popular Neuquino y en Tucumán ganó Fuerza Republicana siendo elegido Antonio Domingo Bussi, quien luego sería condenado por delitos de lesa humanidad cometidos durante la dictadura. Corrientes había sido intervenida en 1992 siendo normalizada en 1993 con el triunfo del Pacto Autonomista Liberal y del Partido Nuevo en 1997, en ambos casos partidos provinciales. La Ciudad de Buenos Aires eligió su primer gobierno autónomo en 1996, triunfando la UCR con la candidatura de Fernando de la Rúa.

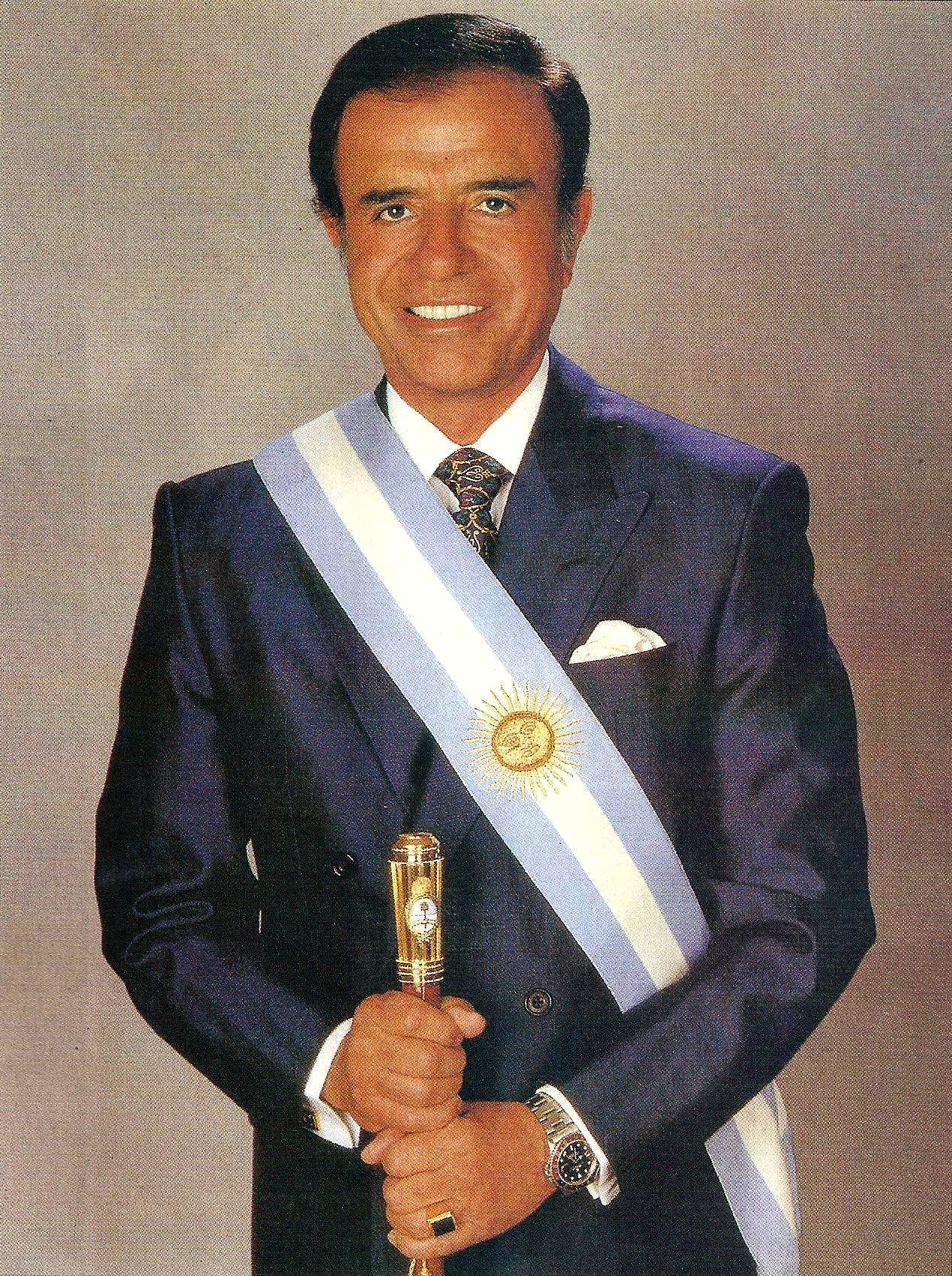
Retrato oficial de Menem en su segunda presidencia.

### Segunda presidencia de Menem
La segunda presidencia de Menem (1995-1999) se caracterizaría por la continuidad de la política neoliberal y la convertibilidad, con el apoyo pleno del Fondo Monetario Internacional; la desindustrialización y deterioro de las condiciones de vida de la población y el agravamiento del conflicto social con la aparición del movimiento piquetero; el crecimiento de la deuda externa un 220 % entre 1989 y 2000; una confrontación política dentro del PJ en la que intervendrían Menem, Cavallo (que renunció), el gobernador de la provincia de Buenos Aires Eduardo Duhalde y el empresario Alfredo Yabrán definido públicamente por Cavallo como «el jefe de la mafia»; la formación de una fuerte alianza opositora entre la Unión Cívica Radical y el FREPASO que terminaría ganando las elecciones presidenciales de 1999. Sobre el final del período comenzaría la larga recesión de la crisis 1998-2002, que llevaría al estallido de diciembre de 2001.

### Renuncia de Cavallo
El 23 de agosto de 1995 Cavallo denunció en la Cámara de Diputados que había una mafia que operaba en el Correo, la Aduana y los aeropuertos, individualizando al jefe:

El empresario Alfredo Yabrán lidera grupos mafiosos.
Domingo Cavallo en la Cámara de Diputados, 1995.

Alfredo Yabrán era hasta ese momento un empresario virtualmente desconocido por la población, que resultó ser uno de los más poderosos del país. Propietario de empresas como Oca, Edcadasa e Intercargo, Yabrán había mantenido relaciones estrechas con la dictadura militar y el alfonsinismo, y ahora se ubicaba en el entorno del presidente Menem. La denuncia de Cavallo contra Yabrán fue también una embestida contra Menem. Desde el entorno del Presidente se dijo que Cavallo defendía los intereses de la empresa estadounidense Federal Express, propiedad de Fred Smith.
Casi un año después, el 27 de julio de 1996, el presidente Menem le pidió la renuncia a Cavallo. Luego de que el cargo fuera rechazado por Miguel Ángel Broda y Roberto Alemann, Menem designó como Ministro de Economía a Roque Fernández, que se desempeñaba como presidente del Banco Central.
La política económica no cambió con el alejamiento de Cavallo pero ya en 1997 sus consecuencias negativas eran sentidas por amplias capas de la población. La desocupación masiva persistió con una tasa de dos dígitos (recién en 2006 volvería a ser de un solo dígito) y el trabajo no registrado no cesaba de aumentar. Uno de los cambios más sensibles fue la instalación de una criminalidad endémica, desconocida hasta entonces en el país, con una tasa de asesinatos que aumentó un 400 % entre 1989 y 1996. En 1996 se produjo la pueblada de Cutral Có y Plaza Huincul que sacudió al país y dio origen al movimiento piquetero, a través del cual los desocupados y pueblos en desaparición, recurrieron al bloqueo de rutas para protestar contra las políticas neoliberales. Al año siguiente se produce otra pueblada piquetera en General Mosconi (Salta) -organizada por la recién creada Unión de Trabajadores Desocupados (UTD)- y una nueva pueblada en Cutral Có donde la policía asesinó a Teresa Rodríguez. La represión de los piquetes dio lugar al concepto de «criminalización de la protesta social».
| Cortes de ruta 1993-1997 Fuente: Iñigo Carrera et al | Cortes de ruta 1993-1997 Fuente: Iñigo Carrera et al | Cortes de ruta 1993-1997 Fuente: Iñigo Carrera et al |
| Año                                                  | Cortes                                               | %                                                    |
| ---------------------------------------------------- | ---------------------------------------------------- | ---------------------------------------------------- |
| 1993                                                 | 1                                                    | 0.6                                                  |
| 1994                                                 | 9                                                    | 5.8                                                  |
| 1995                                                 | 15                                                   | 9.6                                                  |
| 1996                                                 | 23                                                   | 14.8                                                 |
| 1997                                                 | 108                                                  | 69.2                                                 |
| Total                                                | 156                                                  | 100                                                  |

Entre las organizaciones piqueteras más importantes surgidas en la década de 1990, se encuentran la Federación Tierra y Vivienda (FTV), perteneciente a la CTA y liderada por Luis D'Elía; y la Corriente Clasista y Combativa (CCC), vinculada al Partido Comunista Revolucionario (PCR) y liderada por Juan Carlos Alderete. En general las organizaciones de desocupados o piqueteras, fueron críticas del diseño de los Planes Trabajar, pero los aceptaron para reorganizarlos internamente, orientándolos al trabajo social y ambiental comunitario.
A partir del año 2000 y a medida que se agravaba la crisis social aparecerían otras organizaciones piqueteras.
Durante su segundo mandato el movimiento obrero realizaría cinco huelgas generales contra Menem, tres de ellas en 1996, una en 1997 y la última en 1999.
La alta desocupación que afectaba a más de dos millones de personas y las puebladas piqueteras impulsó al gobierno nacional y los gobiernos provinciales a crear los primeros «planes sociales», iniciados por el Plan Trabajar que llegó a tener en octubre de 1997 un pico máximo de 206 000 planes.
El 25 de enero de 1997 fue asesinado el periodista gráfico José Luis Cabezas. La investigación involucró al empresario Yabrán y estableció que los autores materiales estaban bajo las órdenes de su jefe de custodia. Al año siguiente Yabrán se suicidaría cuando estaba a punto de ser detenido. El crimen de Cabezas y la muerte de Yabrán se sumaron a una larga serie de crímenes y muertes «dudosas», como las del brigadier Rodolfo Echegoyen, el empresario Poli Armentano, la secretaria de Emir Yoma Lourdes Di Natale, el empresario Marcelo Cattaneo y el propio hijo del presidente Carlos Menem júnior.
En este período se produjo el 10 de octubre de 1997, el accidente del vuelo 2553 de Austral Líneas Aéreas que había sido privatizada por Menem y comprada por la empresa española Iberia. En el accidente murieron setenta y cuatro personas. La causa directa fue la no colocación de la alarma recomendada por congelamiento de los tubos de Pitot que miden la velocidad y la falta de entrenamiento de los pilotos ante esa eventualidad, que indujeron el error de los pilotos. La justicia argentina demoraría tanto la iniciación del juicio contra los presuntos culpables, que en 2017 aún no se había iniciado.
Las consecuencias del creciente malestar social se expresó en las elecciones legislativas del 26 de octubre de 1997 en las que triunfó La Alianza UCR-FREPASO con un 47 % de los votos, contra un 36 % del Partido Justicialista, que perdió el 10 % de sus diputados.

### Los últimos dos años
En el segundo semestre de 1998 comenzó una recesión que sería la más destructiva de la historia argentina y que se extendería hasta 2002, incluyendo el estallido de diciembre de 2001 que causó la renuncia del presidente Fernando de la Rúa.
Simultáneamente el Fondo Monetario Internacional puso a la Argentina como modelo ejemplar de sus exigencias económicas, invitando a hablar al presidente Menem ante la asamblea conjunta del Fondo y el Banco Mundial de 1998, en un gesto sin antecedentes.
Cuando Menem tomó el gobierno en 1989 el ingreso por persona era de 2300 dólares y lo dejaría diez años después en 7700 dólares. Luego de los cuatro años de recesión y del estallido de la convertibilidad, el ingreso promedio de cada habitante volvería a caer a 2600 dólares en 2002. La deuda externa pasó de 65 000 millones en 1989 (85 % del PBI) a 121 877 millones en 1999 (42 % del PBI). Con el estallido de la convertibilidad en 2001 la deuda pasaría a ser el 130 % del PBI.

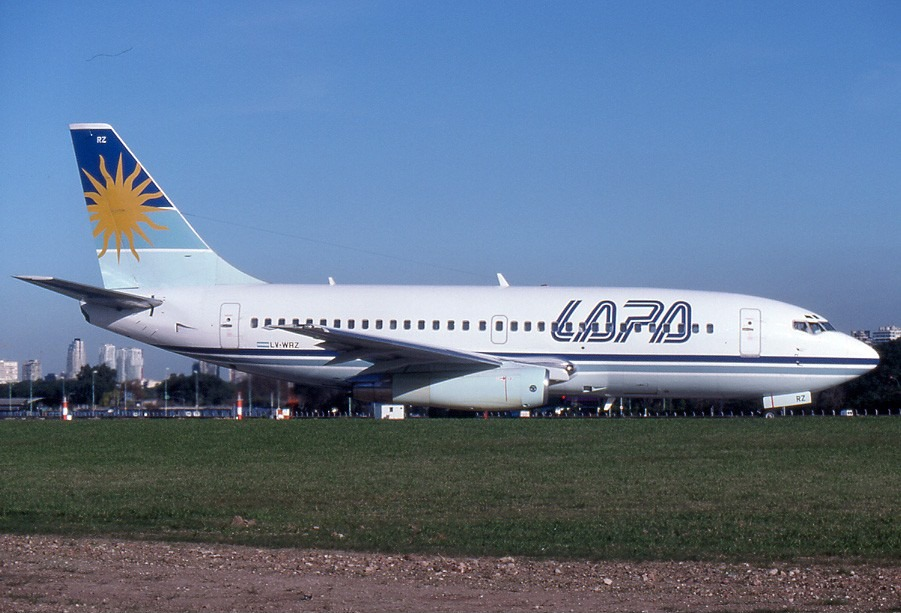
Un segundo accidente aéreo de magnitud en dos años, se produjo cuando el vuelo 3142 de la empresa low cost LAPA que se estrelló en Buenos Aires en 1999 causando 67 muertos, debido a serias negligencias.

Para entonces, sin más empresas ni propiedades del Estado para privatizar y ante el debate pública acerca de la continuidad del régimen de convertibilidad, los capitales extranjeros y argentinos comenzaron a fugarse del país en cantidades crecientes: mientras en el período 1991-1993 los capitales argentinos en el exterior sumaban unos cincuenta mil millones de dólares, en 1998 habían subido a ochenta y cinco mil y en 1999 a noventa mil millones. Como han investigado Basualdo y Kulfas, la fuga de capitales se relaciona estrechamente con el crecimiento de la deuda externa. El 31 de agosto de 1999 sucedió un segundo accidente aeronáutico de magnitud, cuando el vuelo 3142 de la empresa low cost Líneas Aéreas Privadas Argentinas (LAPA) se estrelló en plena ciudad de Buenos Aires, causando la muerte de sesenta y siete personas. La empresa y las autoridades habían sido advertidas de los graves incumplimientos en materia de seguridad que la empresa privada venía cometiendo, en tanto que la película Whisky Romeo Zulu, realizada por un expiloto de LAPA Enrique Piñeyro reconstruyó los hechos y dejó un testimonio de las consecuencias negativas de la desregulación en la aviación comercial.
De cara a las elecciones de 1999, la convertibilidad se puso en el centro del debate. Tanto el menemismo, como Cavallo y La Alianza defendieron la convertibilidad. En cambio el candidato del Partido Justicialista Eduardo Duhalde sostenía que era necesario iniciar una salida ordenada de la convertibilidad que evitara un estallido. Duhalde lideraba el Grupo Calafate, un grupo peronista disidente del menemismo formado el año anterior, que coordinaba Alberto Fernández y del que también formaban parte Néstor Kirchner (definido por Clarín como «el más duro de los antimenemistas»), Cristina Fernández de Kirchner, Carlos Tomada, Aníbal Fernández, Carlos Kunkel, Esteban Righi y Julio Bárbaro, entre otras personas que se destacarían en la vida política de los años siguientes.
En las elecciones presidenciales de 1999 la defensa de la convertibilidad fue decisiva para el triunfo de La Alianza UCR-FREPASO, encumbrando como presidente al radical Fernando de la Rúa, acompañado como vicepresidente por el frepasista Chacho Álvarez. La Alianza obtuvo el 48 % de los votos, el Partido Justicialista 38 % de los votos y en tercer lugar salió Cavallo con el 10 % de los votos.
El peronismo ganó las gobernaciones de trece de las veintidós provincias en que se realizaron elecciones ese año y el anterior: Buenos Aires, Formosa, Jujuy, La Pampa, La Rioja, Misiones, Salta, San Luis, Santa Cruz, Santa Fe, Santiago del Estero, Tierra del Fuego y Tucumán. El radicalismo accedería a la gobernación en ocho provincias: Catamarca (con un frente), Chaco, Chubut, Córdoba (el año anterior), Entre Ríos, Mendoza, Río Negro y San Juan. En Neuquén ganó el Movimiento Popular Neuquino. Corrientes fue nuevamente intervenida en diciembre de 1999 siendo normalizada en 2001 con el triunfo de la UCR. El FREPASO accedería al gobierno de la Ciudad Autónoma de Buenos Aires en 2000.

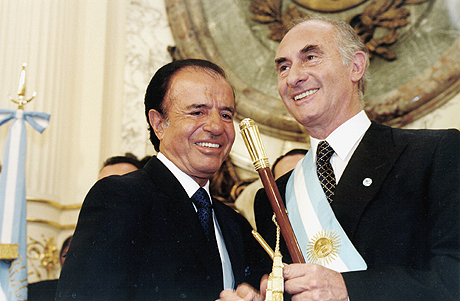
Menem le entrega el mando a De La Rúa.

## La Alianza y el estallido (1999-2001)
La Alianza era una fuerza heterogénea unida con el fin de desplazar al Partido Justicialista del poder. Estaba integrada por la Unión Cívica Radical (UCR) -donde se diferenciaba el sector alfonsinista del sector más conservador liderado por el presidente De la Rúa- y el Frepaso, una confederación formada por los partidos Frente Grande, PAIS, Socialista Popular, Socialista Democrático, Intransigente y Demócrata Cristiano. La heterogeneidad de La Alianza llevaría a conflictos internos que redujeron su apoyo político y terminaron aislando y debilitando al Presidente.

### «Ajuste», corrupción en el Senado y renuncia del Vicepresidente
Antes de las elecciones uno de los referentes económicos de La Alianza Ricardo López Murphy sostuvo que si ganaba De la Rúa había que reducir un 10 % los salarios de los empleados públicos para achicar el déficit fiscal y ganar competitividad internacional. La declaración obligó a De la Rúa a anticipar que López Murphy no sería su Ministro de Economía -lo nombraría inicialmente a cargo de la cartera de Defensa- pero puso de manifiesto las presiones provenientes del Fondo Monetario Internacional para realizar un «ajuste». «Ajuste» o «ajuste estructural» es un término técnico que el FMI utiliza desde la década de 1980 para referirse a la «condicionalidad» que el organismo internacional exige a los países periféricos, uno de los aspectos más criticados del accionar del FMI luego de la crisis mundial de 2008.
El presidente De la Rúa designó como su primer ministro de Economía a José Luis Machinea, uno de los economistas que había integrado el equipo de Sourrouille durante el gobierno de Alfonsín. A poco de asumir el gobierno estableció un aumento de impuestos generalizado y una reducción de las jubilaciones superiores a 3100 pesos, y cinco meses después dispuso la rebaja de salarios estatales que López Murphy había anticipado el año anterior.
El FMI había exigido también la aprobación de una ley de flexibilización laboral «para bajar costos laborales» que logró ser sancionada en el Congreso el 11 de mayo de 2000, pese a la oposición sindical. Esta ley desencadenaría un conflicto interno de enorme proporciones. Durante su tratamiento Hugo Moyano, secretario general de la CGT Disidente, dio a conocer que el ministro de Trabajo Alberto Flamarique le había dicho en una reunión frente a otras personas que «para los senadores tengo la Banelco», aludiendo al pago de sobornos. Poco después, el 25 de junio el periodista Joaquín Morales Solá dio entidad a las denuncias en su influyente columna política del diario La Nación:

Incluso, habrían existido favores personales de envergadura a los senadores peronistas -para sorpresa de algunos-, después de que estos aprobaran la reforma laboral; esas concesiones fueron conversadas y entregadas por dos hombres prominentes del gobierno nacional. La puerta que se abrió es un precedente arriesgado, en el que el intercambio de favores reemplazaría a la política. ¿Qué línea prevalece? ¿La de aquellos favores a cambio del voto para una ley o la del vicepresidente Carlos Álvarez, que viene denunciado a los senadores peronistas y a la corporación senatorial por el uso que ésta hizo de los recursos de la Cámara?
Joaquín Morales Solá, 25 de junio de 2000.

Los hechos se sucedieron vertiginosamente. El histórico senador peronista Antonio Cafiero exigió que se investigara la denuncia de Morales Solá. El tema se instaló en los medios y en agosto se abrió la causa penal.

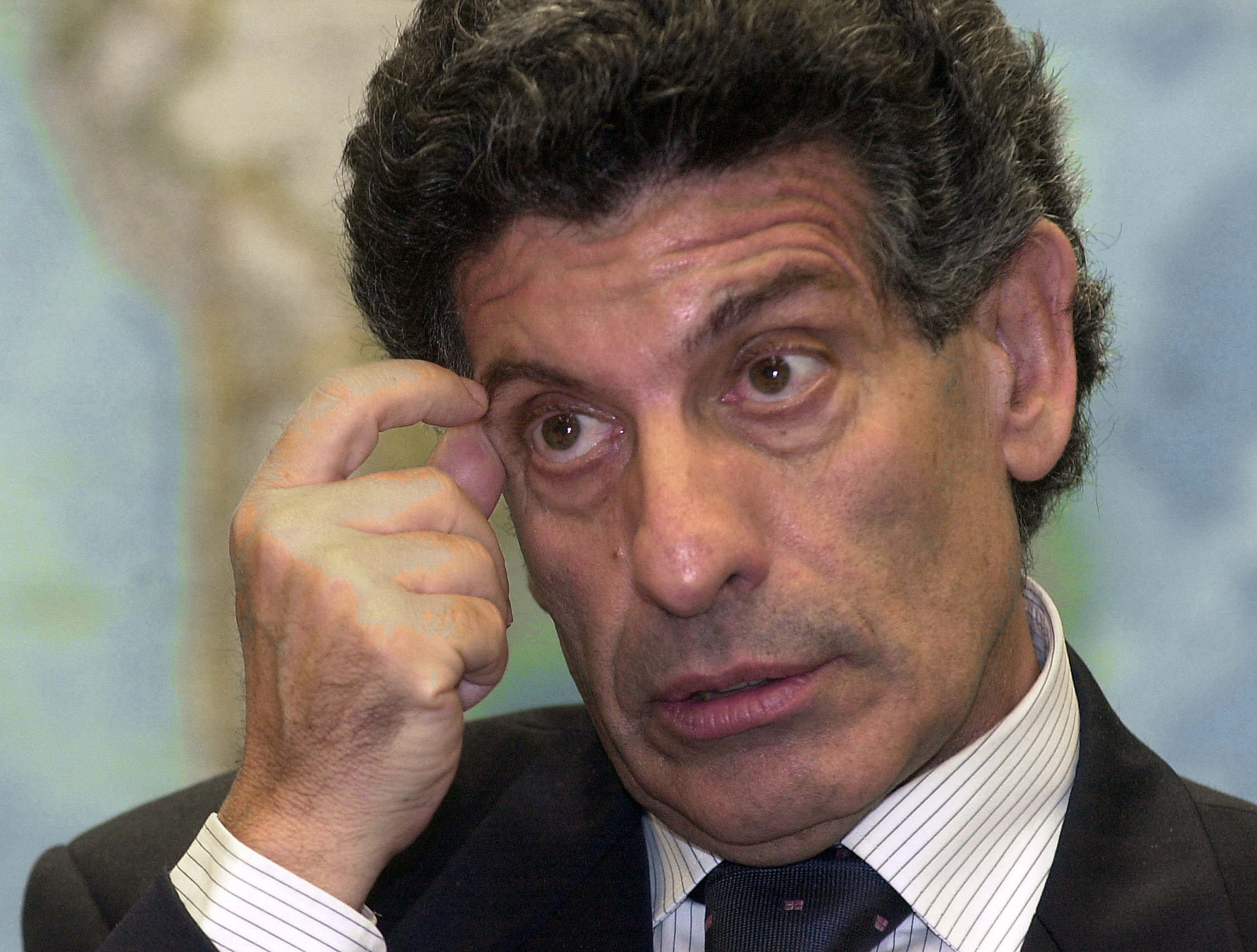
Chacho Álvarez, el vicepresidente de Fernando De La Rúa.

El 18 de agosto el vicepresidente Chacho Álvarez, afectado en su condición de presidente del Senado, anunció que había abierto una investigación de los hechos. El 30 de agosto el senador justicialista Emilio Cantarero reconoció en una entrevista a La Nación que varios senadores fueron sobornados por el presidente de la Nación a través del jefe de los servicios de inteligencia el banquero Fernando de Santibáñez.
El 5 de octubre De la Rúa reorganizó su gabinete, confirmando a De Santibáñez, «ascendiendo» a Flamarique a Secretario General de la Presidencia y nombrando en su lugar como Ministra de Trabajo a Patricia Bullrich. Los nombramientos fortalecían al llamado Grupo Sushi liderado por el hijo del Presidente Antonio de la Rúa y debilitaban al FREPASO y el alfonsinismo. La decisión presidencial fue tomada como una provocación por parte del Chacho Álvarez, quien al día siguiente renunció a su cargo de Vicepresidente de la Nación desencadenando una ruptura en el seno de La Alianza de la que no logrará reponerse. Al explicar públicamente su renuncia Álvarez declaró:

Respeto las determinaciones del Presidente, sin embargo no puedo acompañarlas en silencio porque son contradictorias con las decisiones que vengo reclamando en el Senado... Estoy convencido de que estamos en una crisis terminal en la forma de hacer política, del vínculo entre la política y la gente.
Chacho Álvarez, 6 de octubre de 2000.

### Blindaje, «riesgo país» y cisma deLa Alianza
El 19 de diciembre de 2000, acuciada por la dificultad para cumplir con el pago de los intereses de la deuda externa, Argentina acordó con el Fondo Monetario Internacional una operación que se llamó Blindaje, por medio de la cual el FMI y varios bancos aceptaron poner a disposición del país 39 700 millones de dólares a cambio de que Argentina aprobara una nueva ley de flexibilización laboral, el aumento de la edad jubilatoria y un riguroso ajuste fiscal que se extendía a las provincias.
A partir de febrero de 2001 grandes flujos de fondos empezaron a abandonar el país y la situación económica empeoró causando que el 5 de marzo renunciara el ministro de Economía, José Luis Machinea. Este año tomaría un gran auge en los medios de comunicación la expresión técnica «riesgo país», relacionado con el riesgo inversor del capital, pero que a la población llegó como un indicador de temor ante la situación de riesgo en que se hallaba el país:

El concepto de riesgo país se ha instalado en la vida cotidiana con la fuerza de una sensación térmica que marca la temperatura del ánimo... Como una fuerza oscura, ante la que racionalmente no podríamos hacer nada, el riesgo país es un poderosísimo hallazgo de terrorismo verbal.
Vicente Muleiro.

Machinea fue reemplazado por Ricardo López Murphy, economista de FIEL perteneciente al ala neoliberal del radicalismo y que pocos años después sería uno de los fundadores del PRO junto a Mauricio Macri. La designación de López Murphy tuvo un fuerte apoyo de los grupos económicos nacionales e internacionales, que demostraron ese apoyo subiendo la bolsa y bajando el riesgo país. El nuevo Ministro de Economía anunció un nuevo ajuste integrado por treinta medidas, entre las que se destacaba un gran recorte a la inversión en educación (1130 millones de dólares), incluyendo la reducción de los salarios de los maestros, el despido de 40 000 empleados públicos, una nueva ley de flexibilización laboral y un aumento del IVA.
El anuncio de las medidas desencadenó un cisma en el gobierno de la La Alianza provocando la renuncia de todos los funcionarios del FREPASO y de los alfonsinistas. El diario Página/12 tituló «Como un mazazo que quebró el Gobierno». Al renunciar a su cargo de Ministro del Interior el alfonsinista Federico Storani le dijo a De la Rúa:

Me voy. No puedo firmar eso, Además estoy seguro de que es inviable social y políticamente. Vas a perder el poco apoyo político que nos queda.
Federico Storani.

Falto de apoyo político, López Murphy debió renunciar cuatro días después de anunciar su ajuste. Su reemplazante sería Domingo Cavallo, el ideólogo y ejecutor del plan económico del menemismo.

### Conflicto social
Las privatizaciones, despidos de empleados públicos, cierres de ramales ferroviarios y la convertibilidad dispuestos por el presidente Menem entre 1989 y 1994, fueron seguidas de la aparición del desempleo masivo estructural por primera vez en la historia argentina. Cumpliendo la curva de Phillips (a menor inflación mayor desocupación), la inflación disminuyó a un dígito mensual desde 1991 y el desempleo subió a dos dígitos mensuales desde 1994, donde permanecería por más de una década (recién en 2006 el desempleo se reducirá a un dígito mensual).
El efecto domninó de las sucesivas crisis internacionales de la década de 1990 (Tequila, Dragón, Vodka, Samba) fueron deteriorando la calidad de vida de la población, cerrando centros de trabajo indispensables para decenas de ciudades y destruyendo el tejido social. La criminalidad se hizo endémica desde mediados de la década de 1990, característica que Argentina comenzó a compartir con el resto de América Latina donde las tasas de homicidio desde la década de 1980 comenzaron a subir hasta ser las más altas del mundo, duplicando el promedio mundial. Cientos de miles de personas emigraron hacia otros países impulsados por la desesperación. En el segundo semestre de 1998 comenzó la peor recesión económica de la historia argentina, que se extendería hasta 2002, causando la destrucción de una cuarta parte de la riqueza del país. En ese contexto el desempleo aumentó sin parar: 13.8 % en 1999, 14.7 % en 2000 y 21.5 % en 2001, el más alto de la historia. Simultáneamente el trabajo no registrado (empleadores que no hacen los aportes jubilatorios y al sistema de salud de sus trabajadores), la privatización de la seguridad social (AFJPs) y la reducción de la cobertura social por parte del Estado, generó una enorme masa de excluidos.
Luego de una mejora relativa en 1998, el conflicto social se agravó año a año en extensión territorial y violencia en la represión. Los cortes y movilizaciones de desocupados ya no solo se realizaban en localidades del «interior», sino también en todo el Gran Buenos Aires y la Capital Federal. Si en los diez años del gobierno de Menem hubo dos manifestantes muertos (Víctor Choque y Teresa Rodríguez), durante los dos años del gobierno de De la Rúa el número se elevó a ocho hasta diciembre de 2001 (Federico Escobar, Mauro Ojeda, Orlando Justiniano, Alejandro Gómez, Aníbal Verón, Luisa Alegre, Carlos Santillán y José Barrios), a los que deben sumarse los casi cuarenta muertos en la represión del 19 y 20 de diciembre de 2001.
| Cortes de ruta 1999-2002 | Cortes de ruta 1999-2002 | Cortes de ruta 1999-2002 |
| Año | Cortes                   | %                        |
| --- | ------------------------ | ------------------------ |
| 1999 | 252                      | 5.6                      |
| 2000 | 514                      | 11.5                     |
| 2001 | 1383                     | 30.8                     |
| 2002 | 2336                     | 52.1                     |
| Total | 4485                     | 100                      |
| Fuentes:«Hubo más cortes de ruta». El Cronista. 3 de julio de 2008.; «Cortes de rutas». Nueva Mayoría. 2001. Archivado desde el original el 4 de marzo de 2016. Consultado el 3 de octubre de 2015. |                          |                          |

### Cavallo, Megacanje, crisis y renuncia de De la Rúa

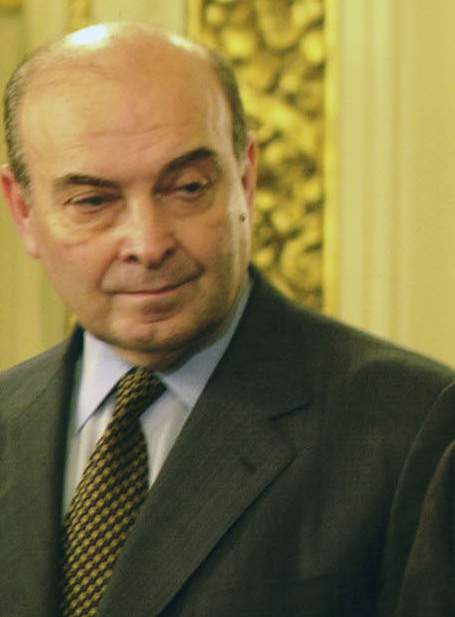
Domingo Cavallo, exministro de Economía de Menem, fue designado en marzo de 2001 ministro de Economía de De la Rúa. Fue procesado por el Megacanje. Su decisión de imponer el «corralito» fue uno de los antecedentes directos del estallido social. Renunció en pleno estallido, en la madrugada del 20 de diciembre.

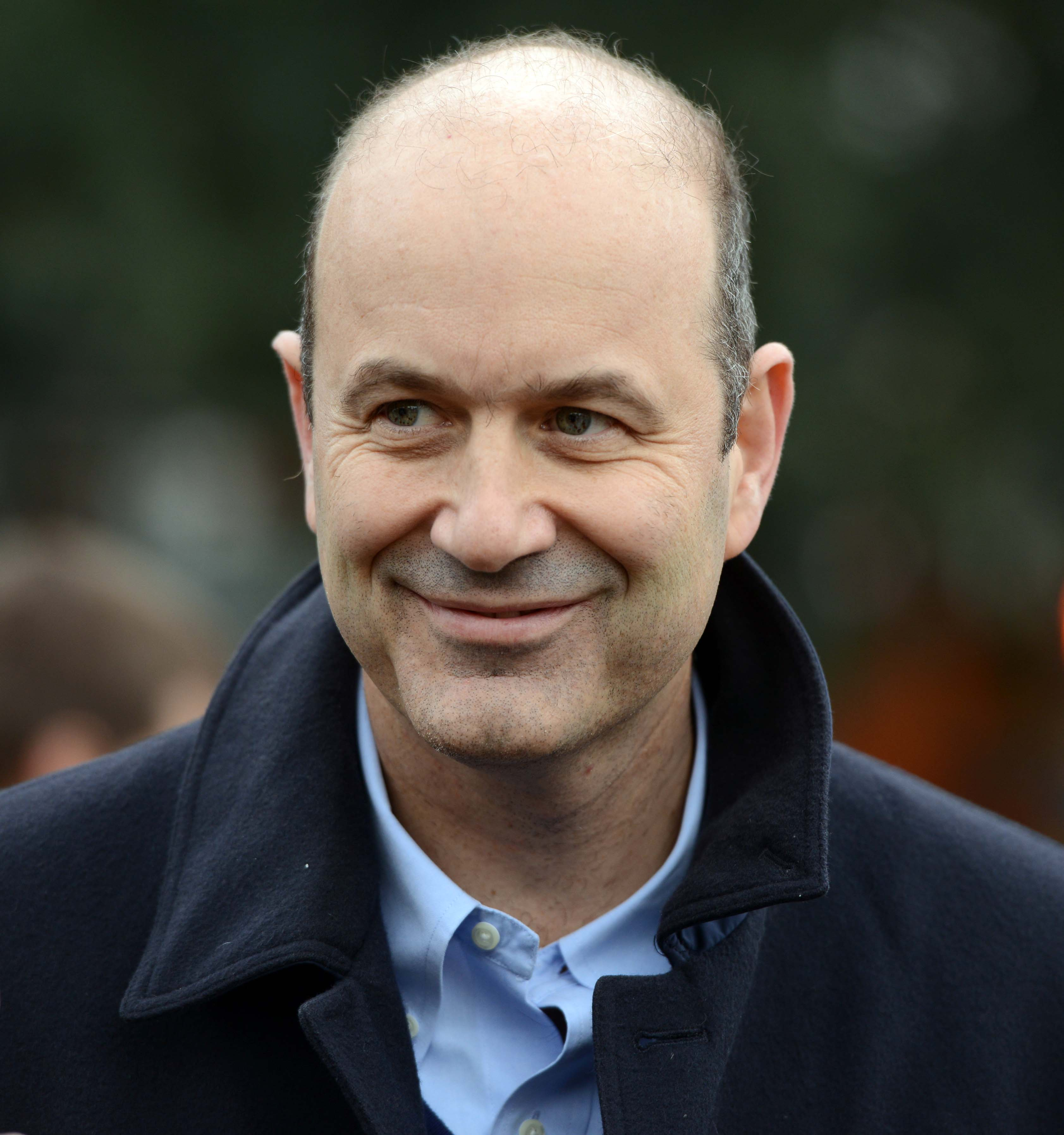
Federico Sturzenegger, uno de los procesados por el Megacanje. Sturzenegger se desempeñaba como secretario de Política Económica. En diciembre de 2015 fue nombrado por el presidente Mauricio Macri como presidente del Banco Central.

El 20 de marzo de 2001 asumió Domingo Cavallo el Ministerio de Economía con amplios poderes. quien en 1982 había estatizado la deuda externa argentina y en la década de 1990 -también como ministro-, fue el autor del Plan de Convertibilidad y de las reformas económicas y sociales conocidas como neoliberales durante el gobierno del presidente Menem. Una de las primeras medidas de Cavallo fue realizar con el Fondo Monetario Internacional una cuestionada operación llamada Megacanje, que exigió fuertes restricciones a la acción del Estado, bajo la consigna «déficit cero». 
En 2014 la justicia procesó a diez funcionarios por haber cometido delitos en la operación del Megacanje: Domingo Cavallo, Federico Sturzenegger (exsecretario de Política Económica), Jorge Baldrich (exsecretario de Hacienda), Julio Dreizzen (exsubdirector de Financiamiento), Horacio Liendo (exasesor del entonces ministro de Economía Domingo Cavallo), Ernesto Marcer (exProcurador del Tesoro), Carlos Molina (exDirector de la Oficina Nacional de Crédito Público), Norberto López Isnardi (exDirector de Financiación Externa de la Oficina Nacional de Crédito Público), Guillermo Mondino (exjefe de Gabinete de Asesores del Ministerio de Economía) y David Mulford (banquero estadounidense que organizó la operación). Los procesados apelaron y obtuvieron inicialmente el sobreseimiento, pero finalmente en fallos sucesivos de la Cámara Federal y la Corte Suprema (este último del 29/12/2015), el procesamiento quedó firme y los acusados serán juzgados en juicio oral. En abril de 2015 la Cámara de Casación había decidido también anular el fallo de absolución a Cavallo, disponiendo un nuevo juicio.
En 2004 el periodista Ernesto Tenembaum publicó un revelador libro titulado Enemigos, sobre la responsabilidad del FMI en la crisis socioeconómica y el default argentino, reproduciendo sus diálogos vía correo electrónico con Claudio Loser, funcionario del Fondo que se desempeñó como jefe del Departamento del Hemisferio Occidental entre 1994 a 2002, año en que fue despedido a causa del estallido argentino y dejar su cargo a Anoop Singh. En esos diálogos Loser -aún defendiendo al FMI- reconoce que muchas de las medidas impulsadas por el FMI terminaron en hechos de corrupción y que se trata de un organismo que defiende antes que nada los intereses de Estados Unidos:

A partir de mediados del siglo pasado, los norteamericanos vieron limitada su capacidad para enviar marines a estabilizar otros países. Muchas veces, sentí que el FMI cumplía ese rol.
Claudio Loser, jefe del Departamento del Hemisferio Occidental del FMI, 1994-2002.

En la misma dirección el Premio Nobel de Economía Joseph Stiglitz, exvicepresidente del Banco Mundial, ha criticado duramente al FMI y al sistema financiero internacional como responsables del empobrecimiento y la exclusión de cientos de millones de personas. Con respecto a su papel en Argentina ha dicho:

En los 90, fue el FMI el que guió a la Argentina a aplicar las políticas de austeridad, con resultados desastrosos.
Joseph Stiglitz.

En julio la provincia de Buenos Aires creó el patacón, una cuasimoneda provincial con la que se pagaban salarios y contratos del Estado, que circuló como medio de pago alternativo. En los meses siguientes muchas provincias y el propio Estado nacional crearon pseudo-monedas de curso legal.
En julio la ministra de Trabajo Patricia Bullrich dispuso la rebaja a partir del 1 de agosto de un 13 % de las jubilaciones superiores a $574, afectando a 533 401 personas jubilados. El 31 de agosto Bullrich dispuso también el pago bancarizado de salarios para las empresas con menos de cincuenta trabajadores, bancarizando así al total de los trabajadores registrados.
El 14 de octubre de 2001 se realizaron elecciones legislativas en las que La Alianza oficialista fue derrotada ampliamente por el Partido Justicialista, con el agravante de que el presidente De la Rúa no tuvo espacio político para sostener a ningún candidato. Uno de los datos centrales de la elección fue el llamado «voto bronca», votos en blanco o anulados intencionalmente que alcanzaron el 25 % del total, ganando incluso en la Ciudad de Buenos Aires y en la Provincia de Santa Fe, sacando a la luz una grave crisis de representatividad.
El 3 de diciembre de 2001, debido a la interrupción del aporte de fondos por parte del Fondo Monetario Internacional, el presidente De la Rúa dictó un decreto solicitado por Cavallo imponiendo lo que fue conocido como el «corralito», un paquete de medidas económicas que dispuso la bancarización de la economía, mediante la prohibición de extraer dinero en efectivo de los bancos en sumas superiores a 250 pesos o dólares por semana. Esta medida afectó principalmente a las personas con ingresos informales, entre ellos los trabajadores no registrados por las empresas que en ese momento alcanzaba el 44.8 %, cifra que casi duplicaba la de 1994, cuando llegaba a 28.4 %. En su discurso por cadena nacional Cavallo denunció un tipo especial de grupos financieros especulativos operando contra la moneda argentina y los denominó con una expresión que en los años siguientes sería muy usada: «fondos buitres».
El 13 de diciembre comenzaron a producirse estallidos entre las clases populares de algunas ciudades de las provincias, llevados adelante por los denominados piqueteros. Varios comercios de zonas empobrecidas del interior del país y del Gran Buenos Aires sufrieron saqueos por parte de sectores de la población desocupadas e indigentes. El gobierno atribuyó esas revueltas a un plan desestabilizador orquestado por algunos líderes del Partido Justicialista.
Luego de seis días de saqueos fueron asesinadas siete personas, por las fuerzas de seguridad y los propios comerciantes. Esa noche el presidente De la Rúa se dirigió por televisión a la población para anunciar que había decretado el estado de sitio. Inmediatamente después de terminado el anuncio de De la Rúa, millones de personas en todo el país empezaron a hacer sonar cacerolas desde sus casas y muchas salieron a la calle dando inicio a lo que se conoció como el «cacerolazo». Un gran grupo se concentró frente a la Casa Rosada exigiendo la renuncia del presidente De la Rúa y comenzando a corear una consigna que caracterizaría al movimiento: «¡qué se vayan todos!». A las 3 de la mañana del día 20 de diciembre renunció el ministro Cavallo.
Durante el día 20 de diciembre continuó la pueblada con nuevos enfrentamientos entre la policía y los manifestantes reunidos en la Plaza de Mayo, frente a la Casa de Gobierno, y en otros puntos del país. Esta vez las fuerzas de seguridad asesinaron a treinta y dos manifestantes, causando más de cuatrocientos heridos. 
A las 4 de la tarde, visiblemente debilitado y políticamente aislado, el presidente pronunció un discurso por televisión convocando a la «unidad nacional» y ofreciendo al Partido Justicialista cogobernar el país. A las 19:45 el presidente De la Rúa firmó su renuncia y minutos después abandonó en helicóptero la Casa Rosada mientras en los alrededores se producía una batalla campal.

## Cinco presidentes en doce días
La renuncia de Fernando de la Rúa se produjo en un momento de virtual desaparición del Estado en el que la economía había llegado a un desquicio tal que más de la mitad de la población veía directamente amenazada su supervivencia y la escasa clase media que aún subsistía se había hundido en la vulnerabilidad o planeaba su emigración a otro país. La población no reconocía legitimidad al Estado ni a los representantes políticos. El país se hallaba al borde de la desintegración y de la guerra civil.

### Ramón Puerta, Adolfo Rodríguez Saá y Eduardo Camaño
Renunciado De la Rúa, asumió la presidencia de la Nación en forma interina el presidente provisional del Senado, el peronista Ramón Puerta. El día 23 de diciembre se reúne la Asamblea Legislativa, que nombra como presidente de la Nación durante noventa días a Adolfo Rodríguez Saá, también peronista y hasta ese momento gobernador de la provincia de San Luis, con el mandato de convocar a elecciones y realizarlas el día 3 de marzo de 2002. En su discurso ante el Congreso de la Nación, el flamante presidente anunció el «default» o cesación de pago de la deuda externa.
El 28 de diciembre se produjeron nuevas manifestaciones bajo el lema de «que se vayan todos», incluyendo el ingreso al Congreso Nacional y el incendio de algunos muebles, que llevaron a la renuncia del gabinete presidencial. La falta de convocatoria a elecciones que le había ordenado el Congreso, restó apoyo político a Rodríguez Saá que luego de una frustrada reunión de gobernadores peronistas en Chapadmalal el 29 de diciembre, decidió renunciar, lo que hizo verbalmente por televisión el 30 de diciembre a la noche desde la provincia de San Luis, aclarando que dejaba el cargo desde ese mismo momento. Minutos después también renunció Ramón Puerta por fax dirigido al presidente de la Cámara de Diputados, para salir del país inmediatamente después.
Institucionalmente esa serie de renuncias dejaron al país sin autoridad, razón por la cual un grupo de funcionarios llegó a sostener que debía asumir el presidente de la Corte Suprema Julio Nazareno, a la vez que Rodríguez Saá fue denunciado penalmente por abandono del cargo. Finalmente intervino el escribano general del Gobierno, convenciendo a Rodríguez Saá para que pidiera licencia hasta que asumiera el presidente interino y acordando con el presidente de la Cámara de Diputados Eduardo Camaño, para que asumiera como presidente interino, lo que finalmente hizo el día 31 de diciembre a las 6 de la tarde hasta que se reuniera la Asamblea Legislativa.

### Eduardo Duhalde (2002-2003)
La Asamblea Legislativa se reunió al día siguiente, 1 de enero de 2002, aceptando primero la renuncia de Rodríguez Saá y luego designando como Presidente de la Nación al senador justicialista Eduardo Duhalde para cumplir el mandato de De la Rúa. Duhalde juró ante el Congreso esa misma noche, a las 23:30.
Pocos días después de su acceso al poder, el nuevo primer mandatario dispuso sus primeras medidas para hacer frente a la crisis económica: abandono del tipo cambiario fijo, devaluación del peso, pesificación de la economía (incluidos depósitos bancarios) y la distribución de planes sociales para atenuar los efectos de una economía en recesión que había incrementado la pobreza e indigencia hasta índices nunca vistos antes en la Argentina.
En abril de 2002, el ministro de Economía, Jorge Remes Lenicov, dimitió ante las protestas suscitadas por el denominado «Plan Bonex», que preparaba junto a Duhalde para canjear por bonos de deuda pública los depósitos bancarios a plazo inmovilizados. Duhalde designó entonces a Roberto Lavagna, quien anunció que no se produciría el retorno a un tipo de cambio fijo y que persistirían las restricciones bancarias.
La mayoría de la población cayó debajo de la línea de pobreza: si en mayo de 2001 el 35 % era pobre, un año después esa cantidad había trepado el 53 %, equivalente a veinte millones de personas, de los cuales la mitad eran indigentes (no recibían lo suficiente para comer). La situación era mucho más graves para los niños y niñas, ya que entre ellos la pobreza llegaba al 70 %. Territorialmente había varias regiones y ciudades con niveles de pobreza superiores al 70 %, como la provincia de Formosa, las ciudades de Concordia y Posadas y el cuarto cordón del Gran Buenos Aires (Florencio Varela, Moreno, Merlo, Tigre y La Matanza). La Ciudad de Buenos Aires era la que mejor estaba con un 80 % por encima de la línea de pobreza. La destrucción del tejido social, el empobrecimiento general, el rechazo generalizado de la población hacia todo tipo de liderazgos y la práctica desaparición del Estado llegó a tal punto que la guerra civil y la desintegración nacional fueron posibilidades que se contemplaron tanto dentro como fuera de Argentina.
El 25 de mayo el padre Jorge Bergoglio, por entonces cabeza de la Iglesia Católica argentina, realizó un dramático llamado a la población alertando que la Argentina estaba «a las puertas de la disolución nacional»:

Hoy, como nunca, cuando el peligro de disolución nacional está a nuestras puertas, no podemos permitir que nos arrastre la inercia, que nos esterlicen nuestras impotencias o que nos amedrenten las amenazas... Hemos vivido mucho de ficciones, creyendo estar en los primeros mundos, nos atrajo «el becerro de oro» de la estabilidad consumista y viajera de algunos, a costa del empobrecimiento de millones. Cuando oscuras complicidades de dentro y fuera, se convierten en coartadas de actitudes irresponsables que no vacilan en llevar las cosas al límite sin reparar en daños: negocios sospechosos, lavados que eluden obligaciones, compromisos sectoriales y partidarios que impiden una acción soberana, operativos de desinformación que confunden, desestabilizan y presionan hacia el caos;... Abramos los ojos a tiempo: una sorda guerra se está librando en nuestras calles, la peor de todas, la de los enemigos que conviven y no se ven entre sí, pues sus intereses se entrecruzan manejados por sórdidas organizaciones delincuenciales y sólo Dios sabe qué más, aprovechando el desamparo social, la decadencia de la autoridad, el vacío legal y la impunidad... Ahora o nunca, busquemos la refundación de nuestro vínculo social, como tantas veces lo reclamamos con toda la sociedad y, como este publicano arrepentido y feliz, demos rienda suelta a nuestra grandeza: la grandeza de dar y darnos. La gran exigencia es la renuncia a querer tener toda la razón; a mantener los privilegios; a la vida y la renta fácil ,… a seguir siendo necios, enanos en el espíritu.
Homilía del padre Jorge Bergoglio, 25 de mayo de 2002.

El 27 de agosto de 2002, el New York Times publicó una noticia falsa titulada «Algunos en Argentina ven la secesión como una respuesta al peligro económico» (Some in Argentina See Secession As the Answer to Economic Peril), afirmando que existía un movimiento para declarar la independencia de la Patagonia, poniendo énfasis en el hecho de que la mayor parte de la tierra patagónica y de sus recursos naturales estaba en manos extranjeras, como los grupos Benetton y Turner. La operación, de acuerdo al New York Times, se completaría con una base militar de Estados Unidos en Tierra del Fuego y la renuncia a los derechos argentinos en la Antártida, en pago de la deuda externa.
El gobierno vio cumplidos algunos de sus principales objetivos en junio: el Senado derogó la llamada Ley de Subversión Económica tal como exigía el FMI, se acordó un pacto fiscal con los gobiernos provinciales para reducir en un 60 % su déficit, y se dispuso un nuevo Plan Bonos. Pero el eje del programa gubernamental, cumplir las exigencias del FMI para recuperar su ayuda económica, generó todo tipo de actitudes opositoras y agudizó la conflictividad social. Pese a que la crisis continuó, el gobierno intentó normalizar progresivamente el sistema financiero; en noviembre de 2002, casi un año después de su implantación, finalizaron las restricciones para retirar efectivo de cuentas corrientes (acababa así el llamado «corralito»), y en marzo de 2003 se levantaron las limitaciones para retirar fondos de depósitos a plazo fijo (el denominado «corralón»).
El 26 de junio de 2002, se produce la Masacre de Avellaneda en el que el gobierno nacional ordenó la represión de una manifestación de grupos piqueteros resultando asesinados los jóvenes Maximiliano Kosteki y Darío Santillán. Ante este hecho Duhalde anticipó seis meses el llamado a elecciones presidenciales y anunció que no iba a volver a presentarse.

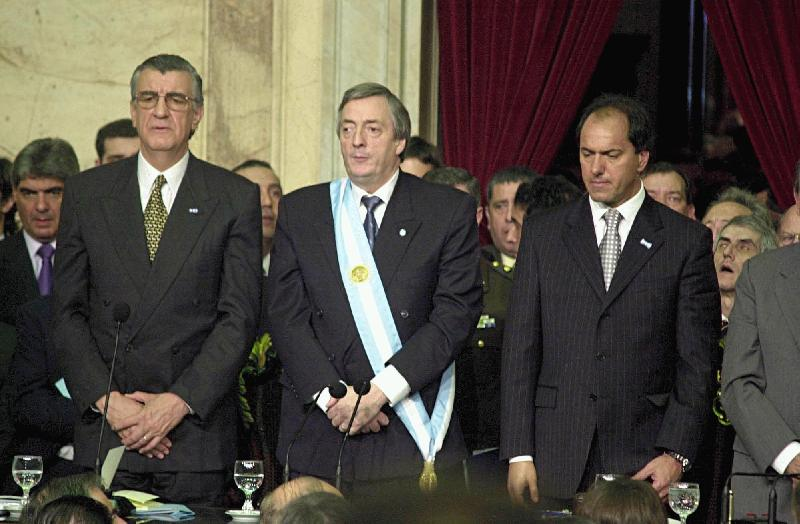
El presidente Néstor Kirchner y el vicepresidente Daniel Scioli el 25 de mayo de 2003, en la asunción de sus respectivos cargos.

### Elecciones presidenciales de 2003
Las elecciones presidenciales de 2003 reflejaron el grado de desintegración sufrido por el país y el estallido de los dos partidos políticos tradicionales. A las elecciones se presentaron tres candidaturas peronistas (Menem, Kirchner y Rodríguez Saá) y otras tres radicales (López Murphy, Carrió y Moreau). Ninguna de ellas alcanzaría más del 25 %. Debió haberse realizado un balotaje entre Menem y Kirchner, primero y segundo con 24 % y 22 %, respectivamente. Pero Menem decidió no presentarse al balotaje —ante la evidencia de que Kirchner obtendría un amplio triunfo—, razón por la cual Néstor Kirchner fue consagrado presidente, acompañado por Daniel Scioli como vicepresidente.
Se trataba de un gobierno débil, sin mayoría en ninguna de las dos cámaras, que asumió el 25 de mayo de 2003, debido a la renuncia anticipada de Duhalde, debiendo completar primero el mandato anterior que se cumplía el 10 de diciembre. Diez días antes de la asunción de Kirchner, el influyente periodista del diario La Nación José Claudio Escribano escribió una editorial marcada por la desesperanza y la imagen del país recogida en Estados Unidos:

La Argentina ha resuelto darse gobierno por un año.
José Claudio Escribano, La Nación, 15/05/2003